# Cirkáló

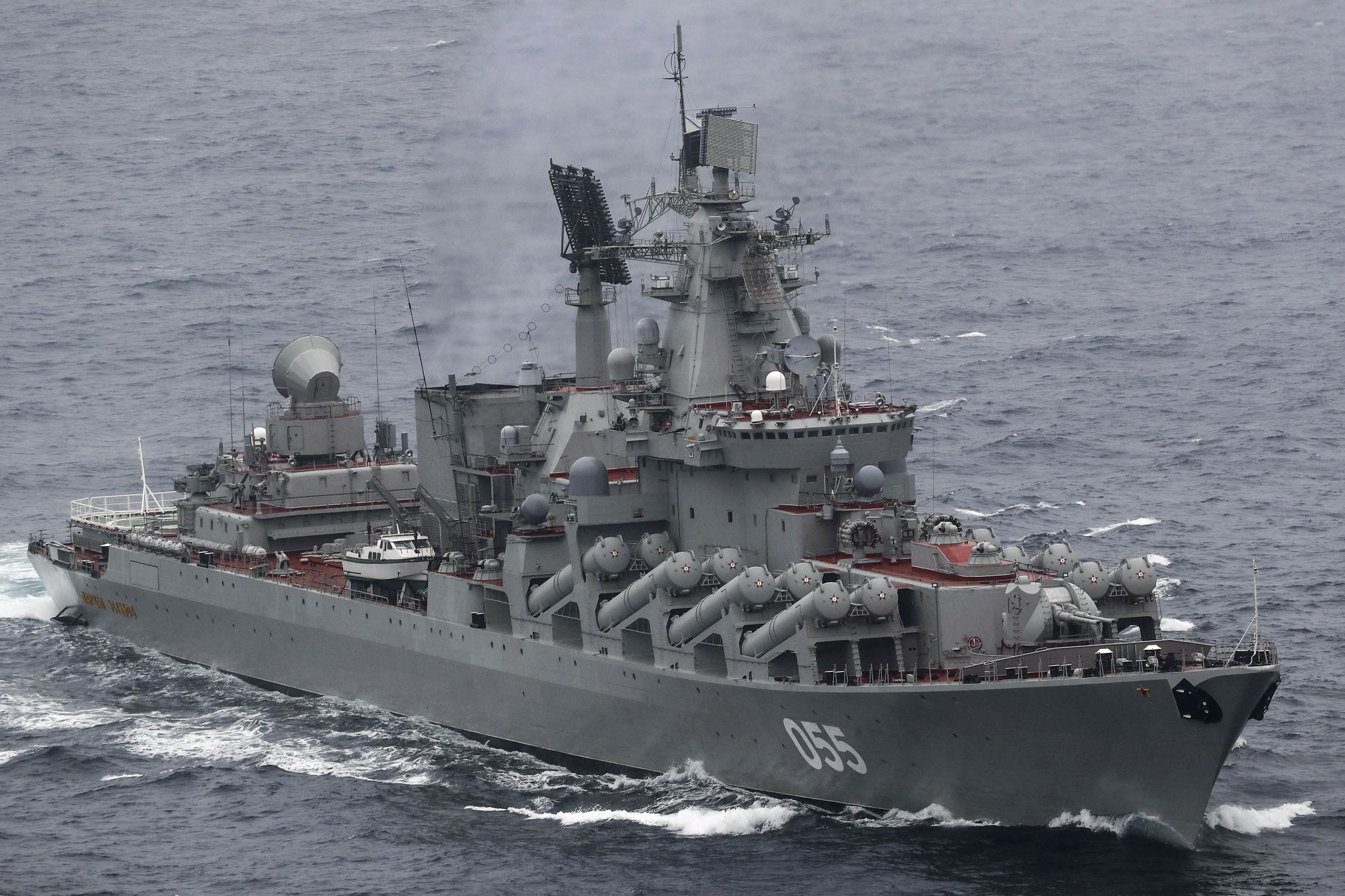
1164 Atlant (Slava)

A cirkáló közepes nagyságú, gyors hadihajótípus. A vitorlás hajók korában a cirkálók voltak a flotta szemei. Ekkor még nem egy bizonyos hajótípust illettek ezzel a névvel, hanem összefoglaló megnevezése volt a kisebb, gyors hadihajóknak (fregatt, szkúner, brigg, korvett). Igazából ezek közül a fregatt tekinthető elsősorban a cirkáló elődjének. A 19. század közepén alakult ki önálló kategóriaként, amelynek tagjai ekkor új feladatot kaptak: nagyobb sebességüknek és fegyverzetüknek köszönhetően önálló támadásokat hajthattak végre.
A haditengerészetek az első világháború idején főleg könnyű gyors- és nehéz páncéloscirkálókat alkalmaztak. A két világháború között, illetve a második világháború idején könnyű-, nehéz- és légvédelmi cirkálókat építettek. A légvédelmi cirkáló tulajdonképpen egy speciális, elsősorban légvédelmi fegyverzetű kisebb méretű könnyűcirkáló. A II. világháború óta főleg rakéta- és helikopterhordozó cirkálók épülnek.
Napjaink cirkálói 7000-15 000 tonnás, ágyúkkal és rakétákkal felszerelt hajók. A 25–35 csomós sebességre képes egységek tengeralattjáró-elhárító helikoptereket is képesek szállítani.
Speciális fajta még az egykori Szovjetunió Kijev osztályú ún. ferde fedélzetű cirkálója. Ez valójában repülőgép-hordozó, de ilyen kategória nem létezett a szovjet haditengerészetnél.

## Történet
Az I. osztályú hajókból (sorhajók), a magas gyártási költségeik miatt még a leggazdagabb államok is keveset tudtak gyártani. Ezért a II. osztályú páncélosokra a kezdetektől szükség volt. Ezek az 1880-as évek közepéig 3000-6000 tonnás kazamata, barbett, illetve alacsony oldalfalú partvédelmi toronyhajó formában éltek. A nyílt tengeri hajóknál a méretek csökkenése mellett a sebesség és a hatótáv növekedése itt is csak a páncélfelület csökkenésével valósulhatott meg. Erre két megoldás adódott.
Az első, a páncélzat jelentős csökkentése. Csak az ágyúkat és a vízvonalat páncélozták. Erre volt példa az orosz 1873-as vízre bocsátott Genyeral-Admiral (4400 t, 14 cs), még vitorlázattal is rendelkezett. Lövegeit francia mintára barbettákban helyezték el. Ezzel utat nyitott a cirkálóknak, és az ősüknek tekinthető, az első övvértes páncélos cirkáló.
A második megoldás a páncélzat teljes elhagyása volt, de a létfontosságú részeket belül páncélfedélzettel védik. Az első ilyen egység a Chile számára 1883-ban épült Esmeralda nevű hajó volt, mint az első páncélfedélzetes, vagy védett cirkáló. A létfontosságú részeit 25 mm-es páncélfedélzet védte, felette vízmentes cellák sora, külön védelem a kazántérnek szénnel. Vízkiszorítása 3000 t, sebessége 18,3 csomó, ezzel a kor leggyorsabb hadihajója. Utána terjedtek el a flottákban a 3000–6000 t vízkiszorítású, már vitorlázat nélküli védett cirkálók. Főtüzérségük 200–230 mm-es (2-4 db), másodlagos tüzérségük 88–160 mm-es (6-10 db) ágyúkból állott, többségük már gyorstüzelő.
A cirkálók feladata, a nevüknek megfelelően, tengeri térségek felügyelete, felderítése, a csatahajó-kötelékek biztosítása. Az akkori sebességük 16-20 csomó, az akkori csatahajóknál 3-4 csomóval több. A britek a kiterjedt gyarmatbirodalmuk miatt igen sok cirkálót építettek. A kisebb hatalmak 1-2 csatahajójuk mellé a flottájuk gerincét erre a hajókategóriára alapozták. A nagy flottáknál a cirkálók fontos rendeltetése volt a tengeri blokád létrehozása, és a kitörések meggátolása. A blokád alatt lévőknél pont az ellenkező, kitörési kísérlet, és a háttérben a gyengébb hadihajók, valamint a kereskedelmi hajók pusztítása.
1880-as évek elejére tisztázódtak a kérdések, egy csatahajó árából három védett cirkálót lehetett építeni, érdemes-e a nagy hajókra pazarolni a pénzt. Franciaország egy időben a kisebb páncélos hajókat favorizálta, még a világtengereket uraló Nagy-Britannia a nagyszámú, rendkívül drága, nehéz páncélos sorhajóból álló flotta mellett kötelezte el magát, ugyanakkor a cirkáló kategóriában is nagyságrendekkel több hajóval rendelkezett, mit a többi nagyhatalom. A valódi sokkot a torpedó megjelenése okozta, amit a cirkálók fegyverzetébe is beillesztettek.
A cirkálók fejlődésének és besorolásának három fő szakasza van.

## A kezdetek
Az 1880-as évektől 1922-ig három kategóriában épülnek általában, bár átfedések vannak államonként. Fontos megjegyezni, hogy a csatacirkálók nem sorolhatóak a cirkálók közé.

### Csatacirkáló
A csatacirkáló (angolul battlecruiser, németül Schlachtkreuzer) a neve ellenére nem a közepes méretű hadihajók közé sorolható cirkálók kategóriájába tartozik, hanem a csatahajók egy gyorsabb, de gyengébb páncélzatú speciális változatának tekinthető. 

### Páncélos cirkálók ( I. osztályú cirkálók)
A páncélos cirkálók, vagy I. osztályú cirkálók az 1870-es években jelentek meg, a típus első egységének az gőzgép mellett még teljes vitorlázattal is felszerelt, 5031 tonnás, 1870-ben építeni kezdett, 1875-ben szolgálatba állított orosz General-Admiral (Генерал-Адмирал) és testvérhajója, a Gercog Egyinburgszkij (Герцог Эдинбургский) tekinthető. Mint minden cirkálóval, velük szemben is elvárás volt a nagy hatósugarú, önálló hadműveletek végrehajtása a világtengereken, valamint minden, sorhajónál (csatahajónál) gyengébb hadihajó leküzdésére való képesség. Szükség esetén a csatasorba is beállíthatónak kellett lenniük. A páncélos cirkálók a kor legerősebb hadihajóinál, a sor- illetve csatahajóknál általában kisebbek, 10-15 000 tonnáig terjedő vízkiszorítással. Főtüzérségük 2- 6 db  maximum 254 mm-es ágyú, kivételt csak a 2-2  Tsukuba és Ibuki osztályú japán egység képzett, melyeket 4 darab 305 mm-es löveggel szereltek fel, így a legerősebb páncélos cirkálóknak tekinthetőek. Az I. osztályú cirkálók közepes tüzérsége 120–150 mm-es ágyúkból állt. Sebességük nagyobb, mint a sorhajóké, általában 20 csomó feletti. Részt vesznek a döntő csatákban a sorhajók mellett. A legjobb páncélos cirkálók közé számíthatóak a már említett Tsukuba és Ibuki osztályok négy hajója mellett a német SMS Blücher, a brit építésű orosz Rurik és az amerikai Tennessee osztály egységei (USS Tennessee, USS Washington, USS North Carolina, USS Montana). A páncélos cirkálók között a méretek alapján megkülönböztethetünk első és másodvonalbeli egységeket.

Páncélos cirkáló vértezetének sematikus rajza: a piros vonallal jelölt felső és alsó páncélfedélzeteket a hajó oldalpáncélzata kapcsolja össze, létrehozva a központi citadellát. A szürke mezők pedig a szénraktárakat jelölik, a megtöltött szénraktárak defenzív funkciót is elláttak, oltalmazták a hajógépeket és a lőszerkamrát. A gépház a kétoldalt lehajló alsó páncélfedélzet és a dupla hajófenék között helyezkedik el.
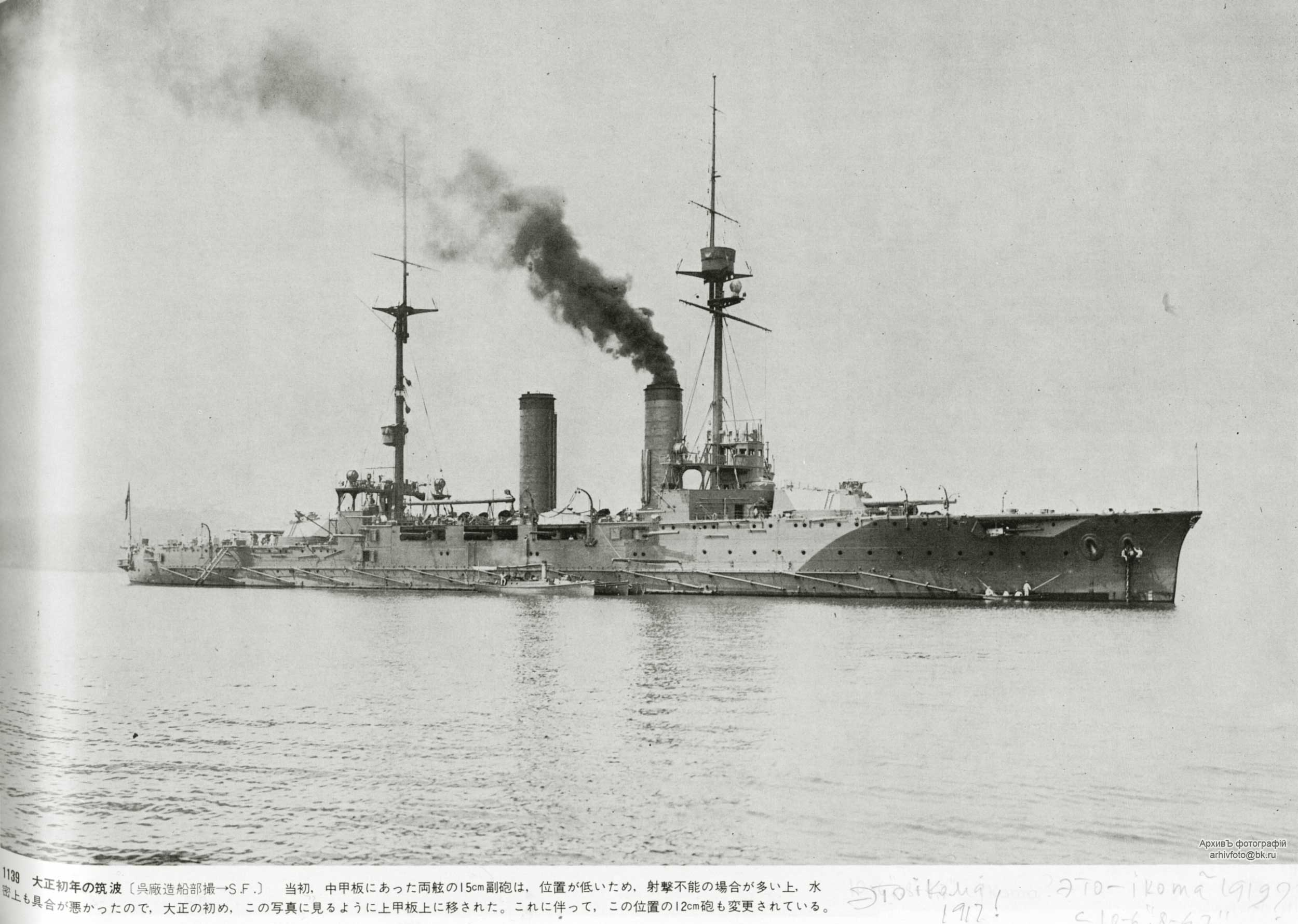
Az 1907-ben szolgálatba állított Tsukuba japán páncélos cirkáló. A Tsukuba osztály egységei az őket követő Ibuki osztály mellett a legerősebb páncélos cirkálóknak tekinthetőek. Ezek voltak az első nagy méretű hadihajók, melyek Japánban épültek.

### II. osztályú, vagy védett cirkálók, illetve nagycirkálók
Az 1880-as években jelentek meg. Az első ilyen hajó, a brit Armstrong Whitworth cég elswicki gyárában a chilei haditengerészet számára 1881 és 1884 között épített 2930 tonnás Esmeralda volt, melyet 1894-ben Japán vásárolt meg a dél-amerikai országtól, s Idzumi néven sorolta be flottájába. A páncélos cirkálóknál jellemzően kisebbek, páncélzatuk gyengébb, vízkiszorításuk 5000 t körül mozog, de néhány esetben igen nagy méreteket is elérhettek, mint például az 1894–1898 között épített brit Powerful osztálynál. Ennek egységei, az HMS Powerful és az HMS Terrible 14 200 tonnásak voltak, maximálisan 152 mm páncélfedélzettel. 
A hozzájuk hasonlóakat I. osztályú védett cirkálóknak is nevezik. Tehát a típuson belül a méretek alapján megkülönböztethetünk I. és II. osztályú egységeket. A kategória hajóinak fő vértezetét egy, a hajó belsejében, nagyjából a vízvonal magasságában húzódó páncélfedélzet és a lövegpajzsok képezik, oldalpáncélzatuk nincs. Főtüzérségük néhány kivételtől eltekintve 203 mm-ig terjed, a lövegeket lövegpajzs védi, a felső fedélzeten és kazamatákban lehetnek elhelyezve. Lövegtornyokat csak ritkán használtak. Sebességük 20 csomó feletti. Feladatuk a hajókötelékekkel részvétel a csatákban, vagy önállóan működve ellenséges hadihajók és kereskedelmi hajók pusztítása. Napjainkra két védett cirkáló maradt fenn múzeumhajóként, az egyik az orosz Aurora, a másik az 1898-as spanyol–amerikai háború manilai öböli csatájának veteránja, a USS Olympia.

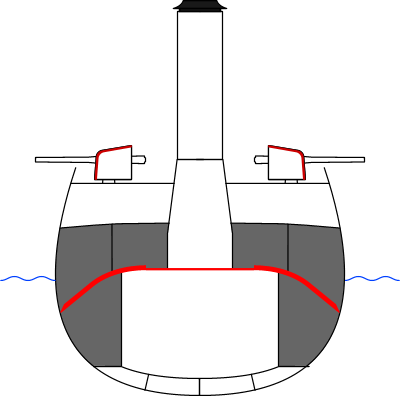
Védett cirkáló páncélzatának sematikus rajza. A vörös vonalak a hajó belsejében húzódó, ívelt páncélfedélzetet, illetve a lövegpajzsokat, a szürke mező pedig a szénraktárakat jelöli. A páncélfedélzet ez esetben nagyjából a vízvonalon van. A megtöltött szénraktárak defenzív funkciót is elláttak, oltalmazták a hajógépeket és a lőszerkamrát. A gépházat a páncélfedélzet, a szénraktárak és a dupla hajófenék fogja közre.
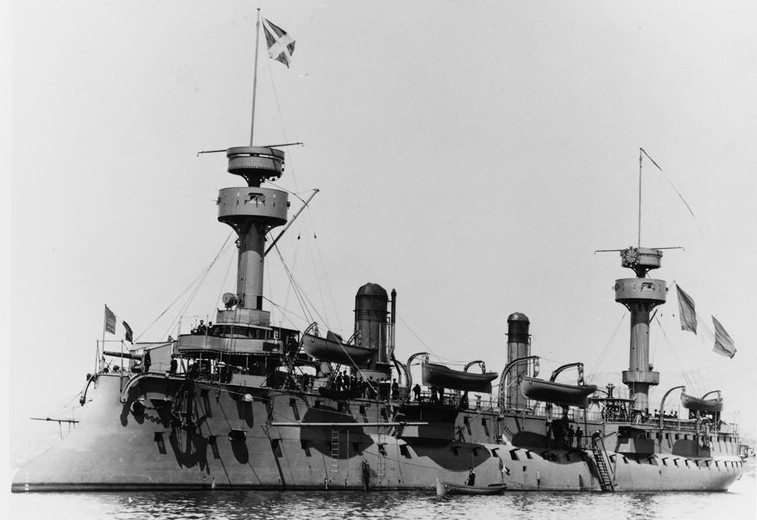
A Davout kis méretű francia védett cirkáló. Jól megfigyelhetőek rajta a 19-20. század fordulója francia hadihajóinak olyan jellegzetességei, mint a döfőorr, az erősen döntött oldalak és a nagy csataárbócok.

### III. osztályú, vagy kiscirkálók
2000–4000 t vízkiszorításúak, gyenge páncélzattal, vagy páncélzat nélküli gyors hajók. Tüzérségük 152 mm-es ágyúkig terjed, torpedóvetőket is kaphatnak. Feladatuk többnyire a II. osztályú cirkálókéval azonos.

## 1922-1945 közötti időszak
Az 1922-es washingtoni flottaegyezményben tisztázták a méreteket. Két kategóriát állapítottak meg, nehéz- és könnyűcirkálókat. Az előbbiek 203 mm-es ágyúkig, az utóbbiak 152 mm-es ágyúkig terjedő tüzérséget kaptak, a könnyűcirkálókból fejlesztették ki a britek és az amerikaiak a légvédelmi cirkálót.

### Nehézcirkálók
Általános felfogás szerint a 6-8-9 vagy 10 db 203 mm-es, ritkábban 180, illetve 191 mm-es ágyúval felszerelt 7 000 – 17 000 tonnás vízkiszorítású cirkálókat nevezik nehézcirkálóknak. A második világháború folyamán igen jelentős légvédelmet is telepítettek a fedélzetére, melyek 101–127 mm-es ágyúkból (6-12 db), illetve 20–40 mm-es gépágyúkból (akár 40-60 db), és géppuskákból állt. Kiegészítő fegyverzetként 6–12 db torpedóvetőt használtak, ill. 1-2 db katapultot és repülőgépet a tüzérség irányításához és felderítéshez. A nehézcirkálóknál is beindult a méretnövekedés, a háború végére a vízkiszorításuk és méretük elérte az első világháborús sorhajók méreteit. A csúcs az amerikai Des Moines-osztály három egysége, vízkiszorításuk 17 000–21 500 t, fegyverzetük 9 db 203 mm-es ágyú és több légvédelmi ágyú, valamint gépágyú, páncélzatuk 165–25 mm, teljesítménye 120 000 LE, sebessége 33 csomó.
Az egyes államok haditengerészetei közül Nagy-Britannia összesen 20 ( 5 Hawkins, 13 County és 2 York osztályú), az Amerikai Egyesült Államok 38 ( 2 Pensacola, 6 Northampton, 2 Portland, 7 New Orleans, 1 Wichita, 14 Baltimore, 3 Oregon City, és 3 Salem osztályú), Franciaország 7 ( 2 Duquesne, 4 Suffren, 1 Algérie osztályú), Olaszország 7 ( 2 Trento, 4 Zara, 1 Bolzano osztályú), Japán 18 ( 2 Furutaka, 2 Aoba, 4 Myoko, 4 Takao, 4 Mogami, 2 Tone osztályú), Németország 3 (Admiral Hipper osztály), a Szovjetunió 6 ( 2 Kirov, 4 Maxim Gorkij osztályú), Spanyolország 2 (Canarias osztály), Argentína 2 (Veinticinco de Mayo osztály) nehézcirkálóval rendelkezett.
Mára ez a kategória megszűnt, a nehézcirkálókat a háború után fokozatosan kivonták, vagy egy részüket rakétás cirkálókká alakították át. Jelzésük Amerikában CA (páncélos cirkáló).

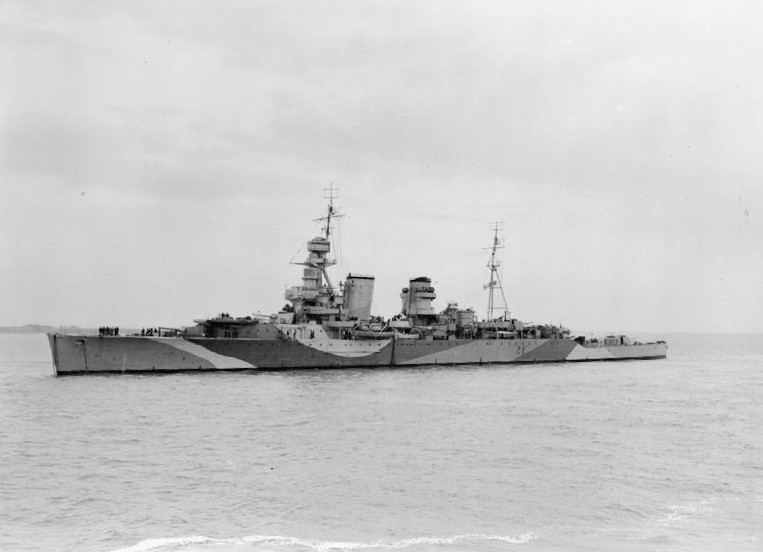
A brit HMS Hawkins nehézcirkáló, osztálya névadója, kategóriájának első egysége.
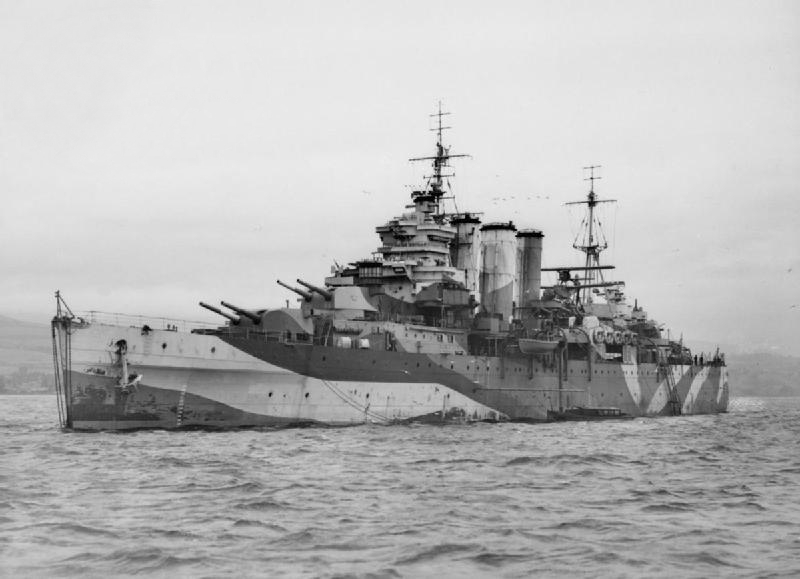
A County osztályú HMS Sussex brit nehézcirkáló. A County osztály három alosztályában összesen 13 egység épült.
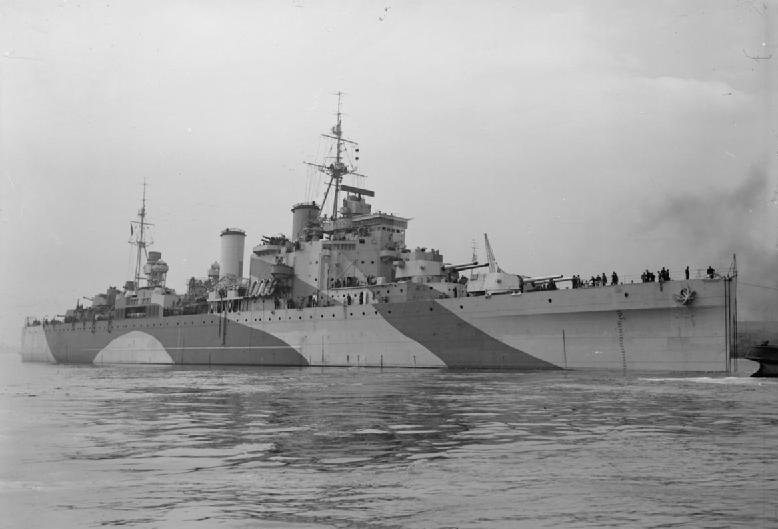
HMS London brit nehézcirkáló. A hajó a 13 egységből álló County osztály London alosztályába tartozott, 1929-ben állt szolgálatba, 1939 és 1941 között átépítették és korszerűsítették, így kinézetére a Town és a Crown Colony osztályú nagy méretű könnyűcirkálókhoz vált hasonlóvá.
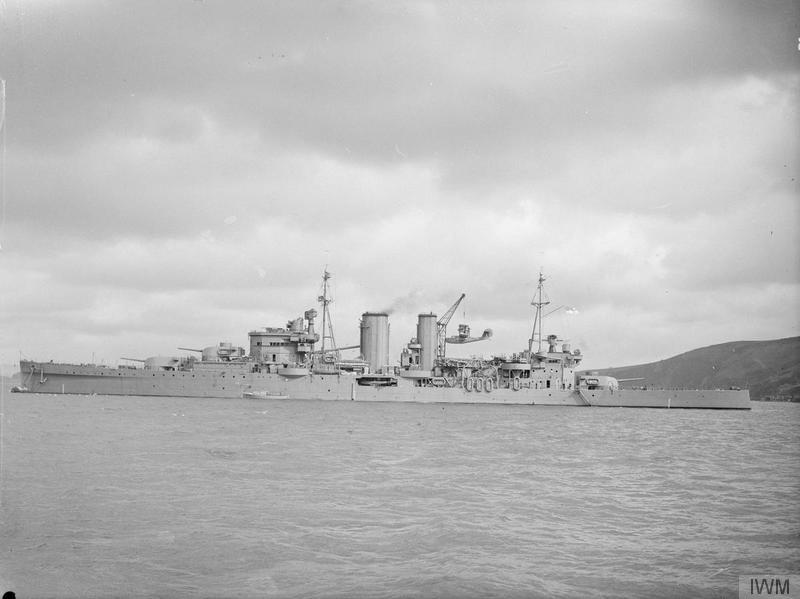
A La Plata-i csata hőse, a brit HMS Exeter nehézcirkáló 1941-ben.
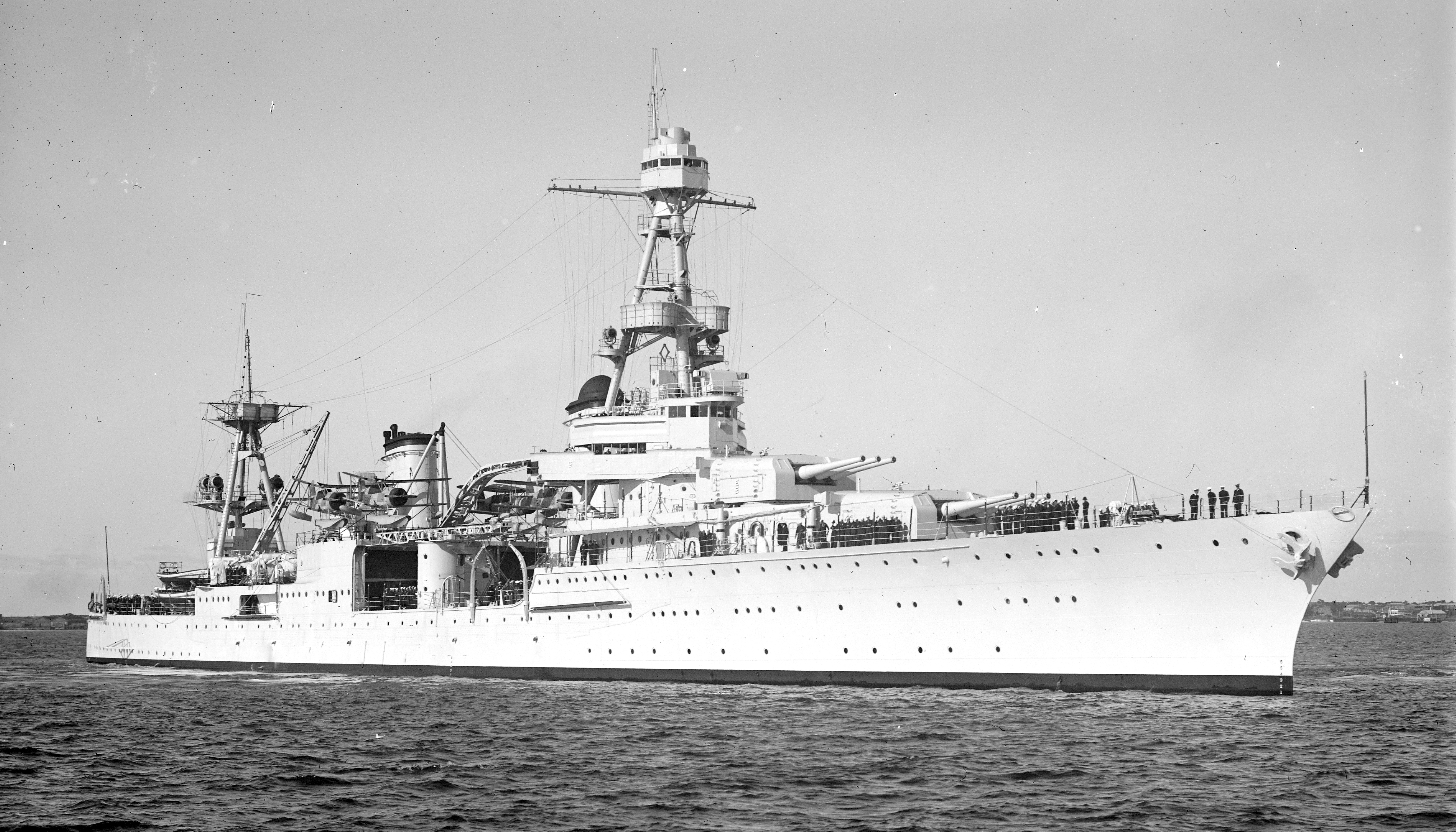
A Northampton osztályú amerikai USS Louisville nehézcirkáló 1938. február 2-án.
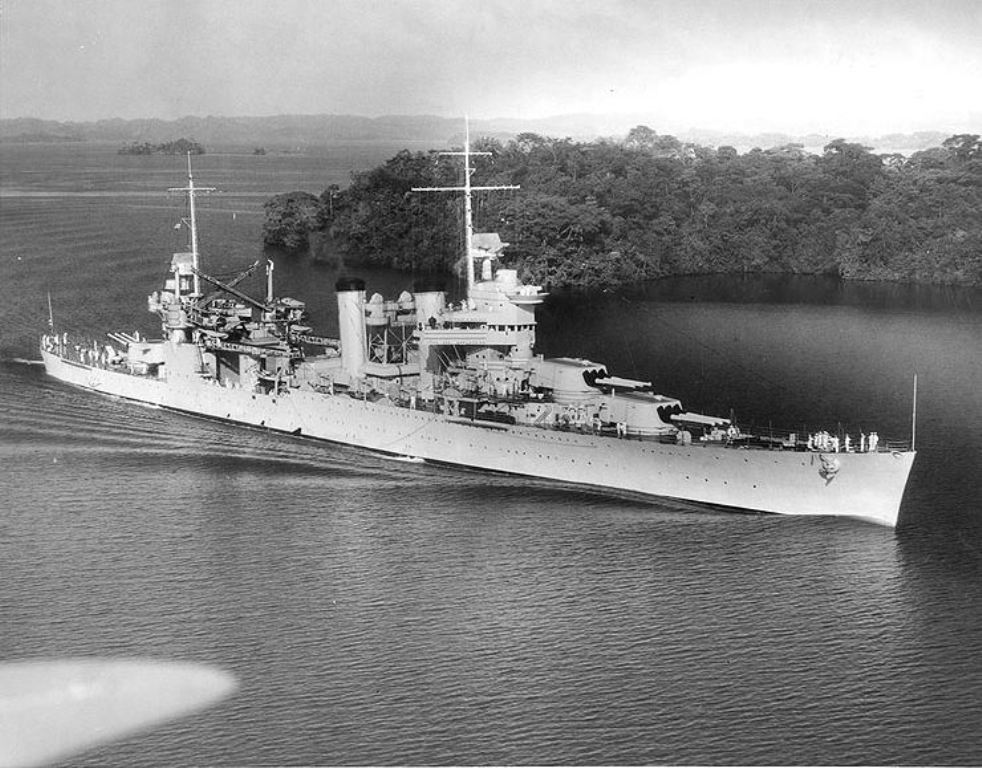
Az 1937-ben szolgálatba állított USS Vincennes (CA-44) a hét New Orleans osztályú nehézcirkáló egyike volt. 1942. augusztus 8-9-én a savo-szigeti csatában süllyedt el két testvérhajójával és az HMAS Canberra County osztályú nehézcirkálóval egyetemben. Vízkiszorítás: 10 136 t sztenderd, 12 463 t maximális, fő fegyverzet: 9 db 203 mm L/55 Mk 12/15 ágyú.
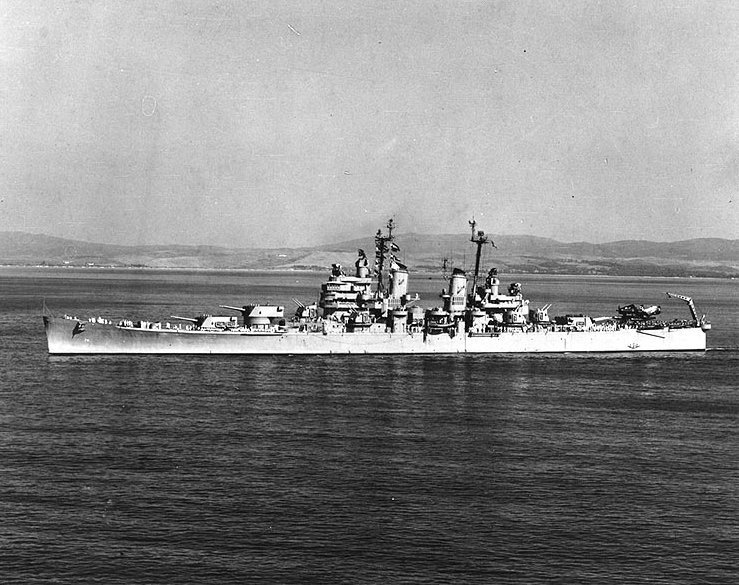
A Baltimore osztályú USS Colombus amerikai nehézcirkáló. A 14 egységből álló Baltimore osztály hajói voltak a második világháború legerősebb nehézcirkálói.
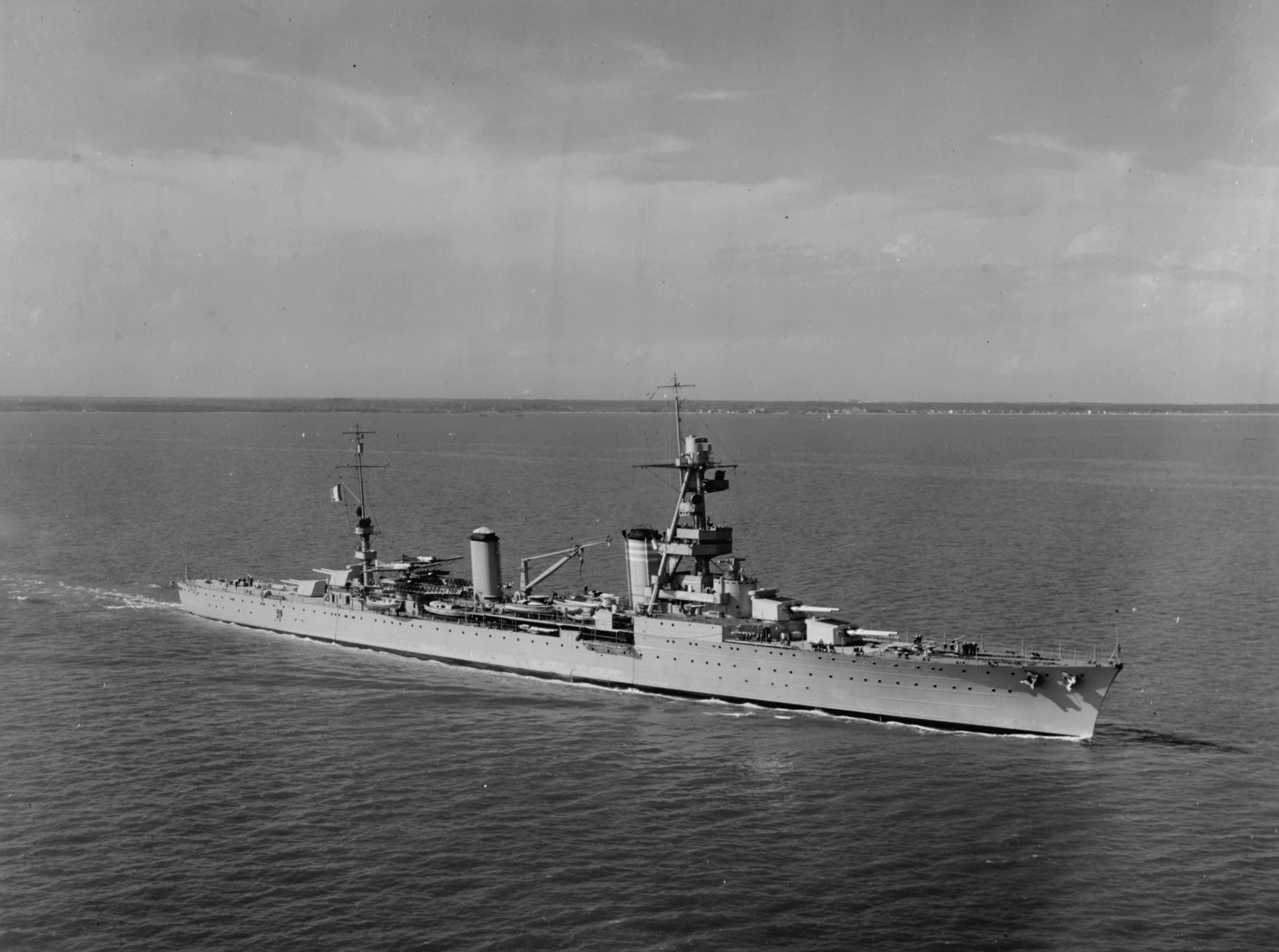
A francia Suffren nehézcirkáló 1931. október 15-én Hampton Roadsnál.
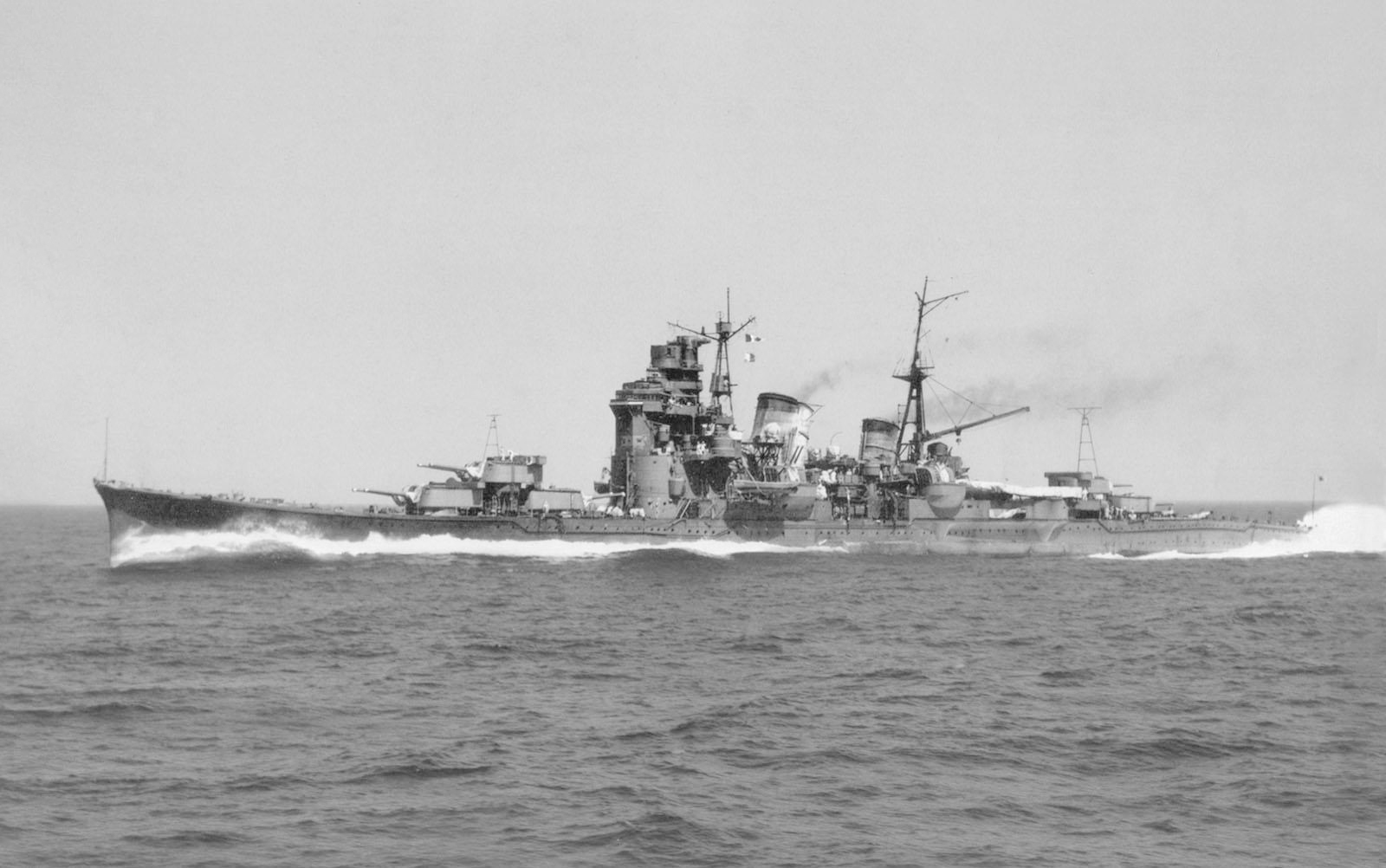
A Myōkō osztályó japán Myōkō (妙高) nehézcirkáló 1941-ben.
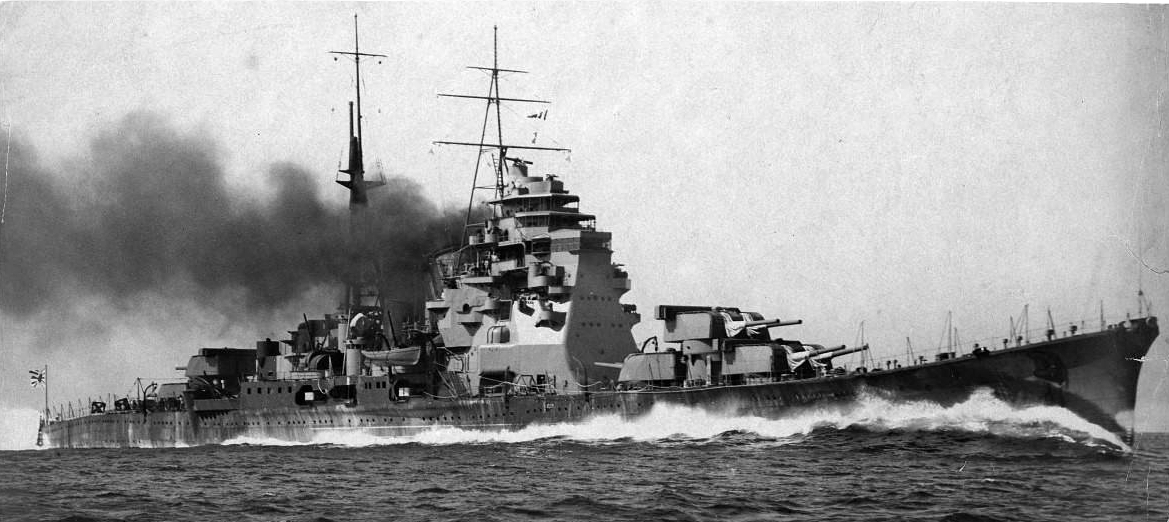
A Takao osztályú Takao (高雄) japán nehézcirkáló 1932-ben.
A Takao osztályú japán nehézcirkálók páncélzatának és torpedóvédelmének felépítését a hajó keresztmetszetében ábrázoló jellegrajz, a számok milliméterben értendőek.
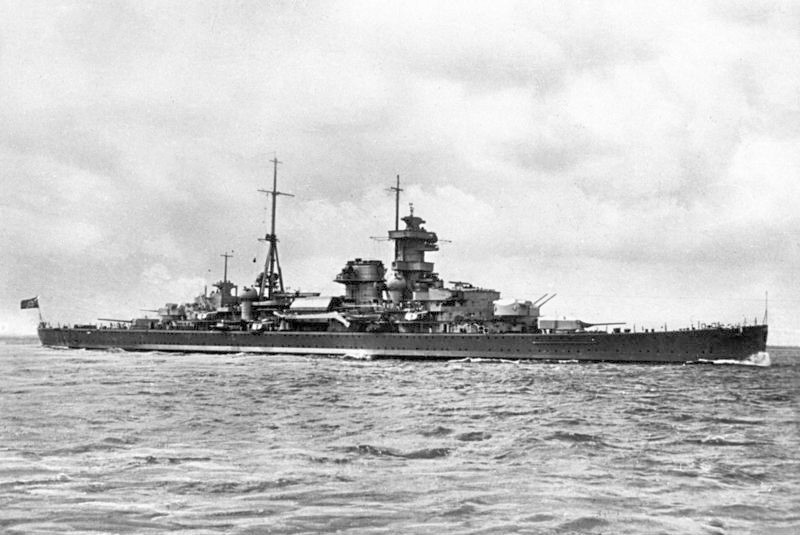
Az Admiral Hipper német nehézcirkáló, a Blücher és a Prinz Eugen testvérhajója.
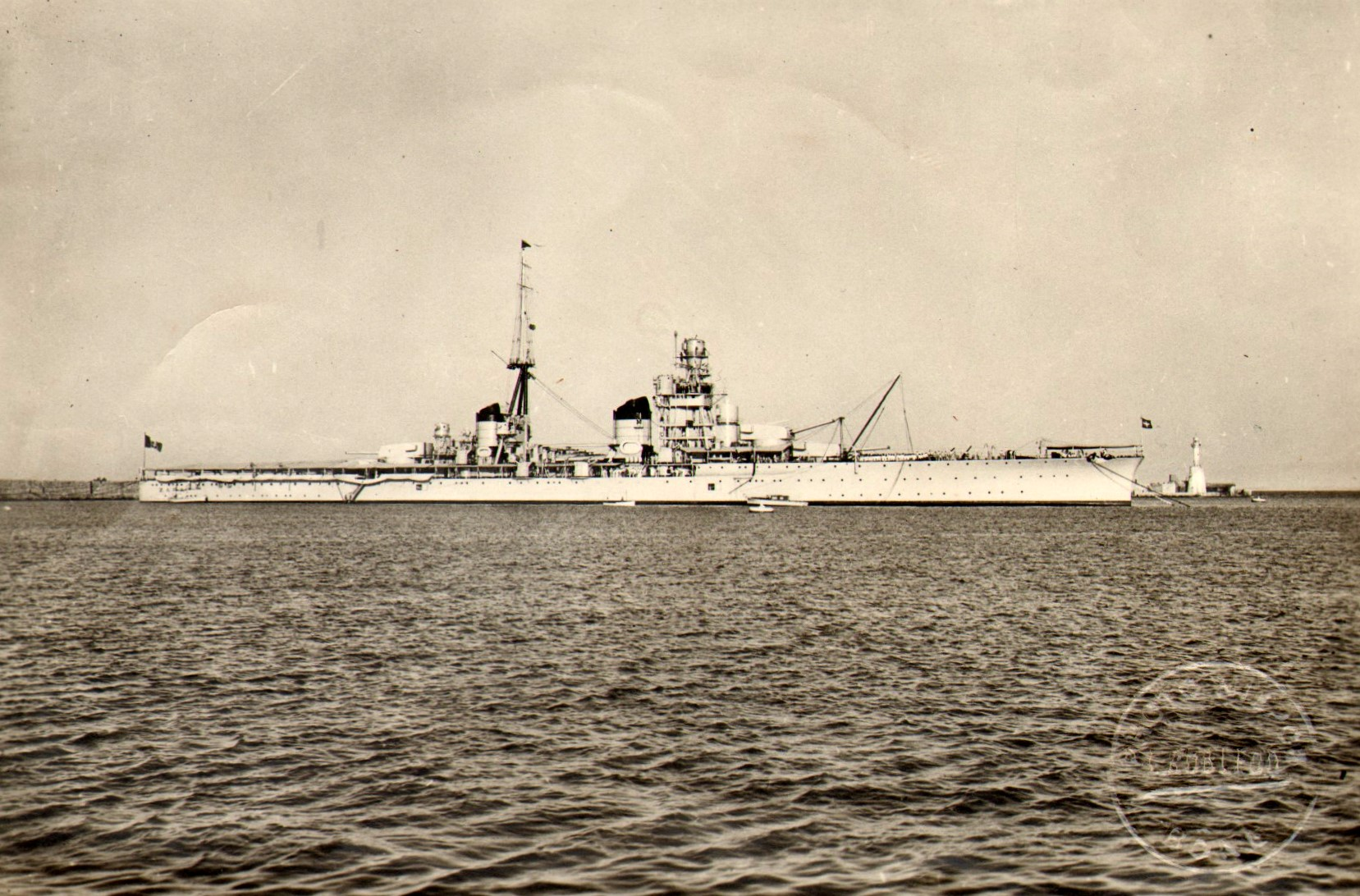
A kiválóan sikerült olasz Zara nehézcirkáló, négy egységből álló osztályának névadója.
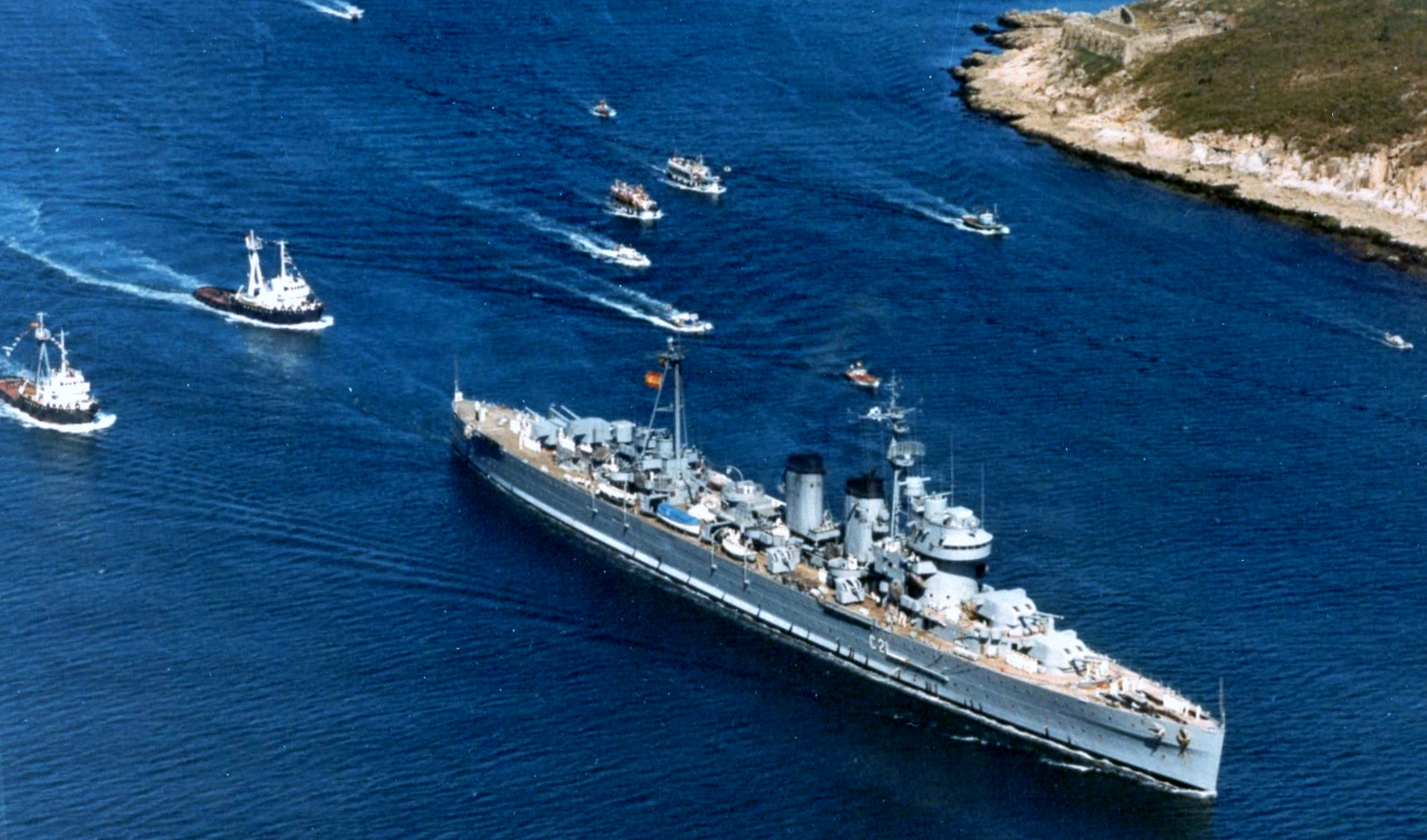
A spanyol Canarias osztályú Canarias nehézcirkáló útban a hajóbontó felé 1977-ben.

#### Zsebcsatahajók (hivatalosan páncélos hajók, majd 1940 februárjától nehézcirkálók)
A zsebcsatahajó a második világháborút közvetlenül megelőző időben épült három hadihajó népszerű, brit eredetű elnevezése (pocket battleship). Németországban gyenge vértezetük ellenére hivatalosan páncélos hajóknak nevezték őket, azonban 1940 februárjától átminősítették a két megmaradt egységet nehézcirkálóvá. Létrehozásukra a németeket egy sajátos helyzet kényszeríttette. Az első világháborút lezáró egyezmény szerint hajóik mérete csak 10 000 t lehetett. Ebbe a mérettartományba kompromisszumos megoldásként egy könnyű páncélzatú, de a nehézcirkálóknál erősebb tüzérségű hajót terveztek. Modern, vegyes építésű, olajtüzelésű és dízelmotoros hajtóművel voltak felszerelve. Építésük során szegecselés helyett súlymegtakarítás céljából hegesztést alkalmaztak. Sebességük és hatótávolságuk nagyobb, mint az első világháborúból megmaradt brit, francia és amerikai csatahajóké, de lassúbb a brit és francia csatacirkálókénál és az új építésű csatahajókénál. Ellenséges nehéz hadihajók, azaz csatahajók és csatacirkálók elleni harcra sem főtüzérségük, sem páncélzatuk nem tette alkalmassá őket, siker reményében legfeljebb nehézcirkálóval mérkőzhettek meg. Fegyverzetük 6 db 280 mm-es ágyú, 6 db 150 mm-es, 6 db 105 mm-es ágyú, és több légvédelmi gépágyú, 8 db torpedóvető, 1 db katapult és 2 db repülőgép. Feladatuk a hadviselő országok kereskedelmi flottájának gyengítése, ezt igen sikeresen tették, ugyanakkor a brit haditengerészet elleni harcokban távolról sem voltak eredményesek. Sorsuk igen érdekes volt. Az Admiral Graf Spee a brit HMS Exeter nehézcirkálóval, az HMS Ajax és HMS Achilles könnyűcirkálókkal a La Plata torkolatában vívott csata után, súlyos sérülésekkel Montevideóba menekült, majd onnan kifutva a kapitány parancsára a saját legénysége elsüllyesztette. A csata tapasztalata, hogy a zsebcsatahajók vékony páncélzata a brit nehézcirkálók 203 mm-es, 116 kg-os, és a könnyűcirkálók 152 mm-es, 51 kg tömegű gránátjai ellen sem nyújt megfelelő védelmet. Az Admiral Scheer kieli dokkban bombatalálatok után elsüllyedt, a háború után kiemelték és szétbontották. A harmadik egységet, a Lützowot (ex-Deutschland) több torpedótalálat után kijavították, majd a háború vége felé kikötőben bombázták a britek, és önelsüllyesztették. A háború után az oroszok Kalinyingrádba vontatták, ott szétbontották.

### Könnyűcirkáló
A könnyűcirkálók 3000 – 14 700 tonnás vízkiszorításúak, tüzérségük 6 - 15 db maximum 155 mm-es (jellemzően 152 mm) ágyúig volt nemzetközi szerződésekkel korlátozva, ezt légvédelmi ágyúk és gépágyúk, 4-10 db torpedóvető, 1-2 db katapult és repülőgépek egészítik ki. Páncélzatuk általában, de nem feltétlenül vékonyabb, mint a nehézcirkálóké. Sebességük 30-38 csomó. Amerikai jelzésük CL. Az 1930-as években egyes nagyhatalmak, Nagy-Britannia, az Egyesült Államok, Japán és Olaszország, mivel a hatályos, haditengerészeti fegyverkezést korlátozó nemzetközi egyezmények már nem tették számukra lehetővé újabb nehézcirkálók építését, ezért nehézcirkáló méretű és páncélzatú, de 9-10-12-15 db 152–155 mm-es löveggel felszerelt, tehát az említett egyezmények értelmében könnyűcirkálóknak minősülő egységeket kezdett el építeni. Nagy-Britannia 24, az Egyesült Államok 40, Japán 4 (a Mogami osztály egységeit átfegyverezték 15 db 155 mm-es lövegről 10 db 203 mm-esre és átminősítették nehézcirkálókká 1939-ben), Olaszország pedig 2 ilyen nagy méretű könnyűcirkálót épített. Érdekesség, hogy a legnagyobb méretű elkészült könnyűcirkálók, az amerikai Worcester osztály egységei, a USS Worcester (CL-144) és a USS Roanoke (CL-145) a Des Moines osztály kivételével nagyobbak voltak bármely létező nehézcirkálónál. Technikai adataik: vízkiszorítás: 14 700 - 17 997 tonna, hossz: 207 m, szélesség: 21.5 m, hajtómű teljesítménye: 120 000 LE, maximális sebesség: 33 csomó, fegyverzet: 6 x 2 db 152 mm L/47 RF Mk 16 univerzális ágyú, 11 x 2 db 76 mm L/50 Mk 33 légvédelmi ágyú, 2 x 1 db 76 mm L/50 Mk 34 légvédelmi ágyú, 6 x 2 db 20 mm L/70 Mk 24 légvédelmi gépágyú, páncélzatuk 165–25 mm közötti vastagságú. Legénység: 1401 fő.
Mára a még 1953-ban szolgálatba állított hajómatuzsálem, perui Almirante Grau könnyűcirkáló (ex holland De Ruyter) kivételével megszűnt ez a kategória, a könnyűcirkálókat a háború után selejtezték, illetve rakétás cirkálókká építették át.

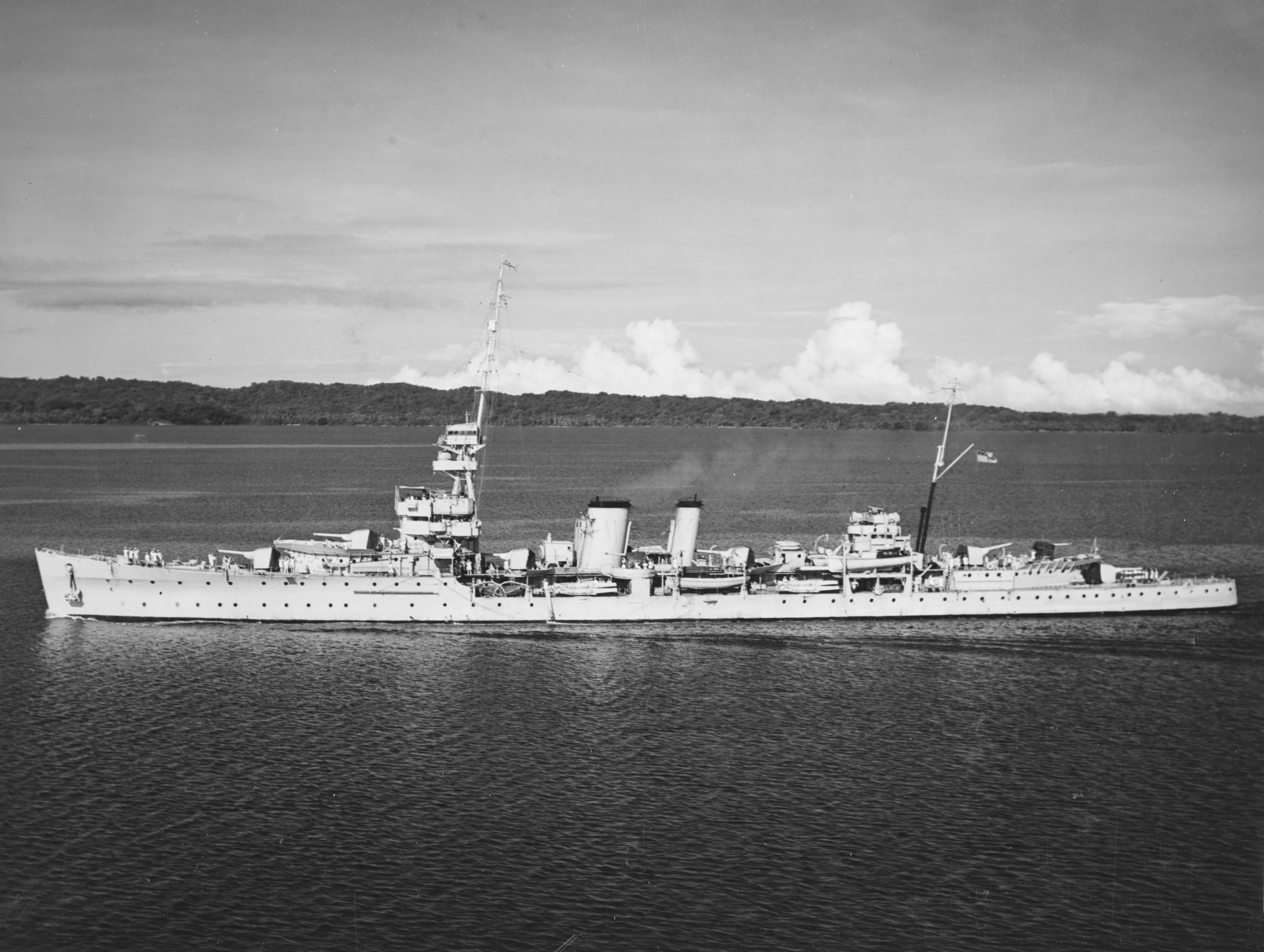
A 8 Danae osztályú könnyűcirkáló egyike, az 1922-ben elkészült HMS Despatch 1939 októberében. Vízkiszorítás: 4970 t sztenderd, 5870 t maximális, fő fegyverzet: 6 db 152 mm L/45 BL Mk XII ágyú.
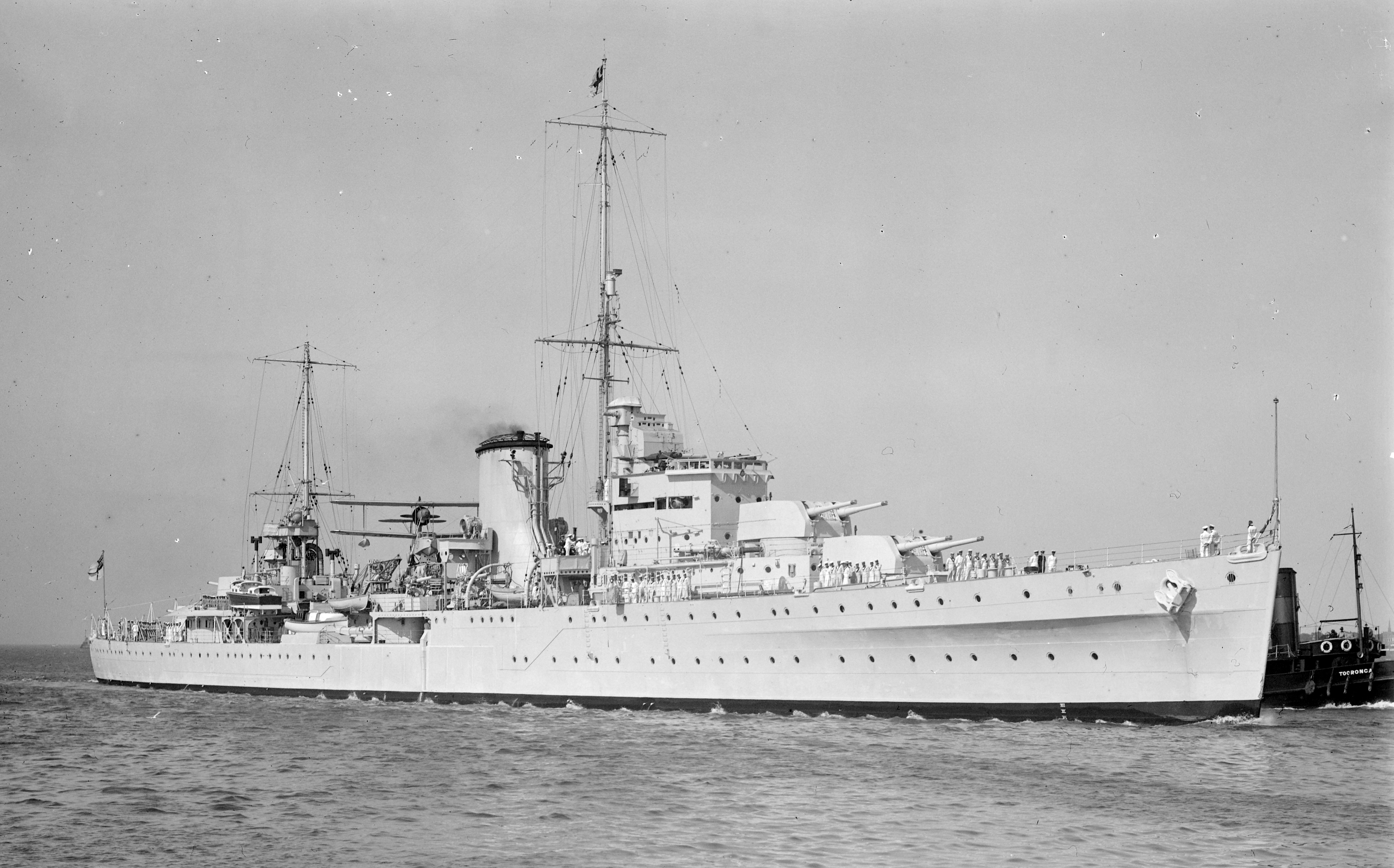
A legendás HMS Achilles, a nyolc brit Leander osztályú könnyűcirkáló egyike, az osztály egykéményes Leander alosztályában 5, még kétkéményes Apollo alosztályában 3 egység épült. Vízkiszorítás: 7270 t sztenderd, 9740 t maximális, fő fegyverzet: 8 db 152 mm L/50 BL Mk XXIII ágyú.
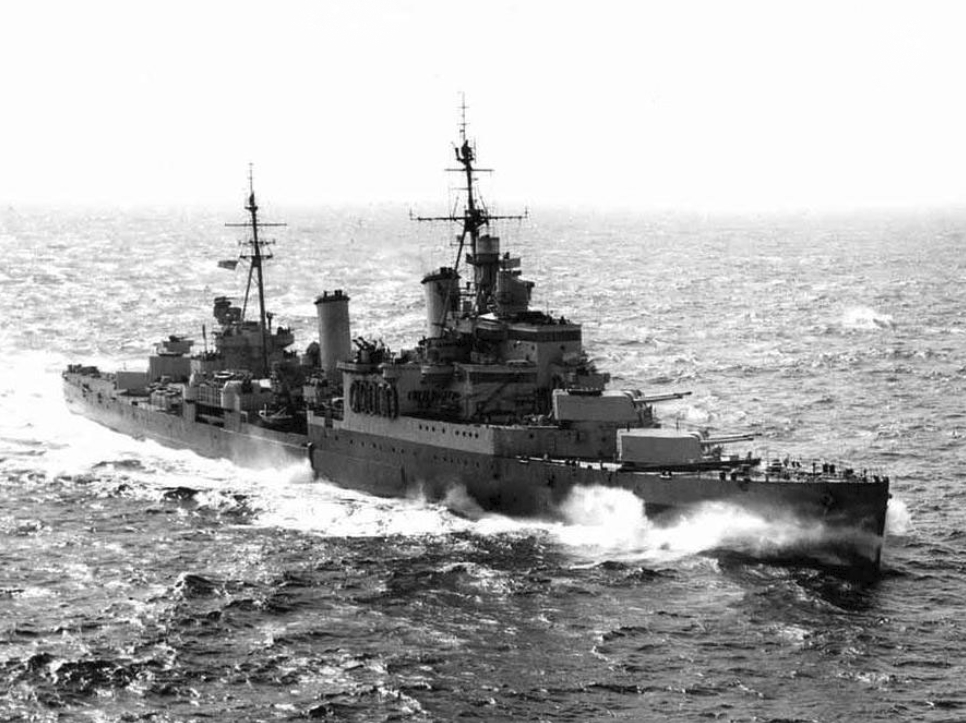
Az 5 Southampton osztályú egység egyike, a brit HMS Sheffield nagy méretű könnyűcirkáló. A 3 Gloucester osztályú hajó a Southamptonok kissé javított, az Edinburgh osztály két egysége, így az HMS Belfast pedig növelt méretű változatának tekinthető. Vízkiszorítás: 9100 t sztenderd, 12 190 t maximális, fő fegyverzet: 12 db 152 mm L/50 BL Mk XXIII ágyú.
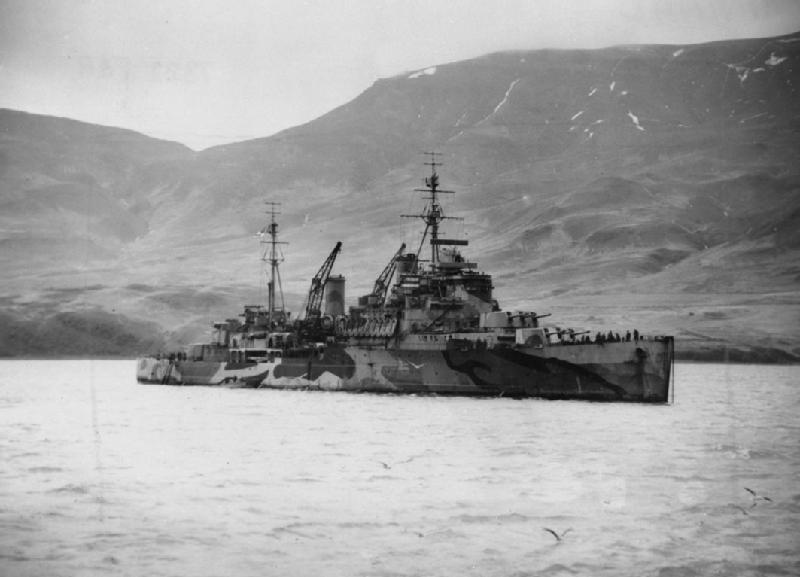
A Crown Colony osztályú HMS Trinidad brit nagy könnyűcirkáló. Vízkiszorítás: 8530 t sztenderd, 10 450 t maximális, fő fegyverzet: 12 db 152 mm L/50 BL Mk XXIII ágyú. A 11 Crown Colony és a 3 Minotaur osztályú egység a Southampton típustól kisebb vízkiszorításában, egyenes kéményeiben és árbócaiban, valamint tükrös hajótatjában tért el.
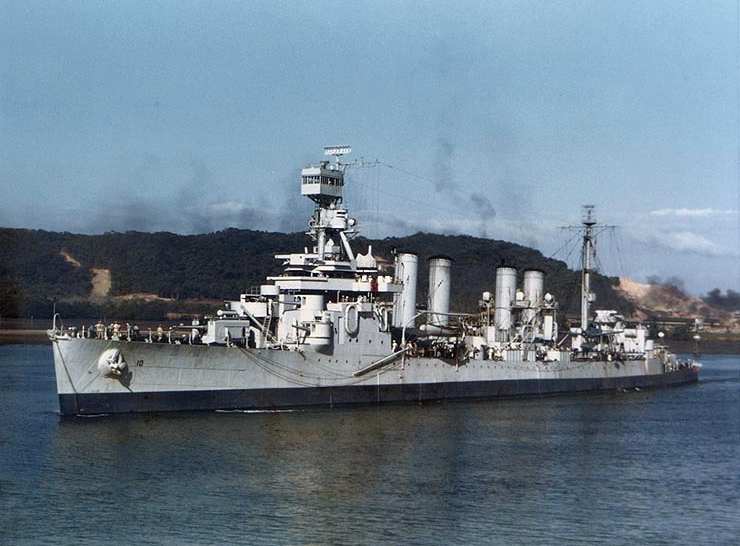
A USS Concord (CL-10) a 10 Omaha osztályú amerikai könnyűcirkáló egyike. Vízkiszorítása: 7050 t sztenderd, 9580 t maximális, fő fegyverzete: 12 db 152 mm L/53 ágyú.
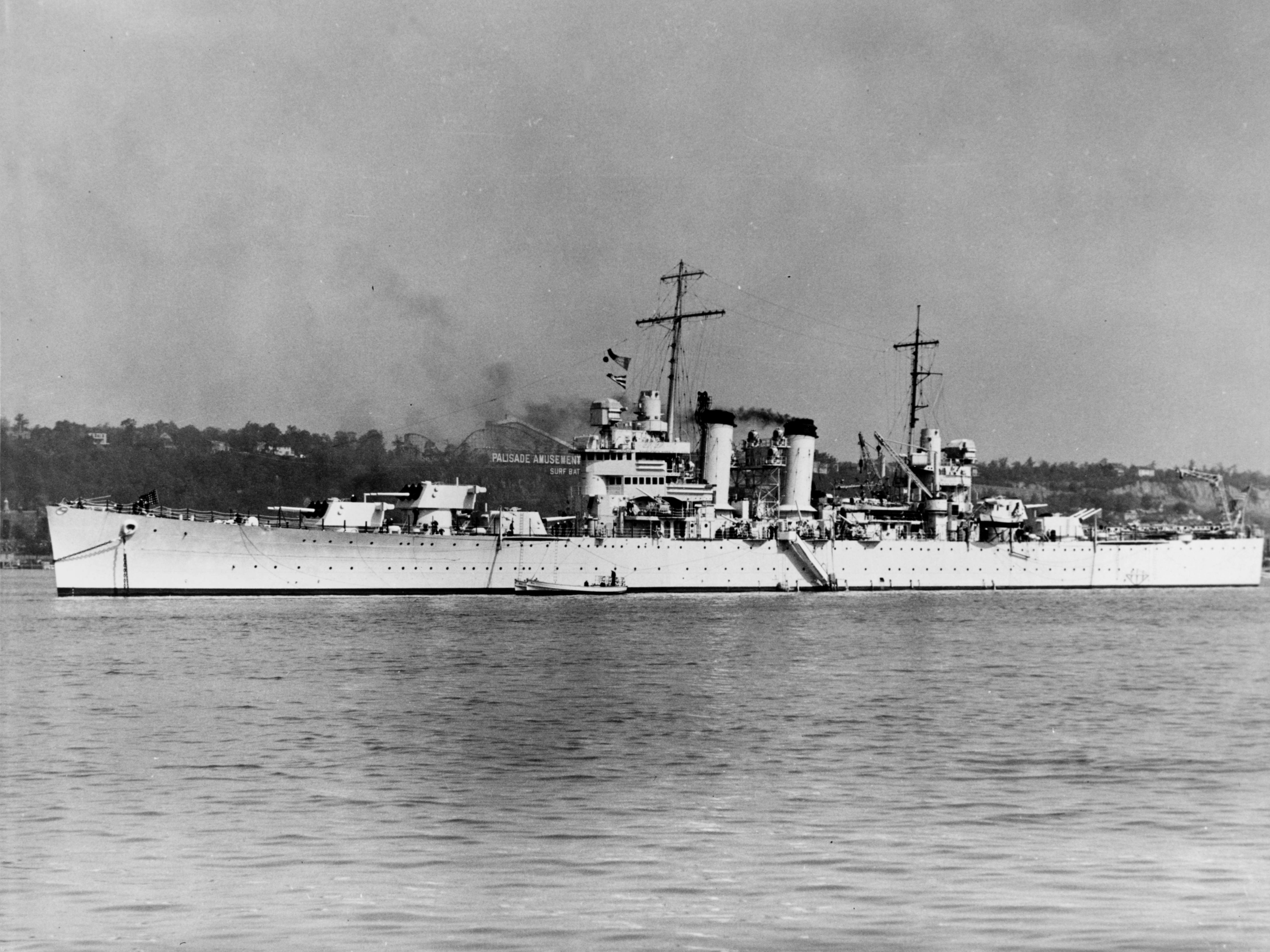
A USS Brooklyn (CL-40) nagy méretű (értsd: nehézcirkáló méretű) amerikai könnyűcirkáló. Vízkiszorításuk: sztenderd 9800 t, 12 700 t maximális, fő fegyverzetük: 15 db 152 mm L/47 ágyú.
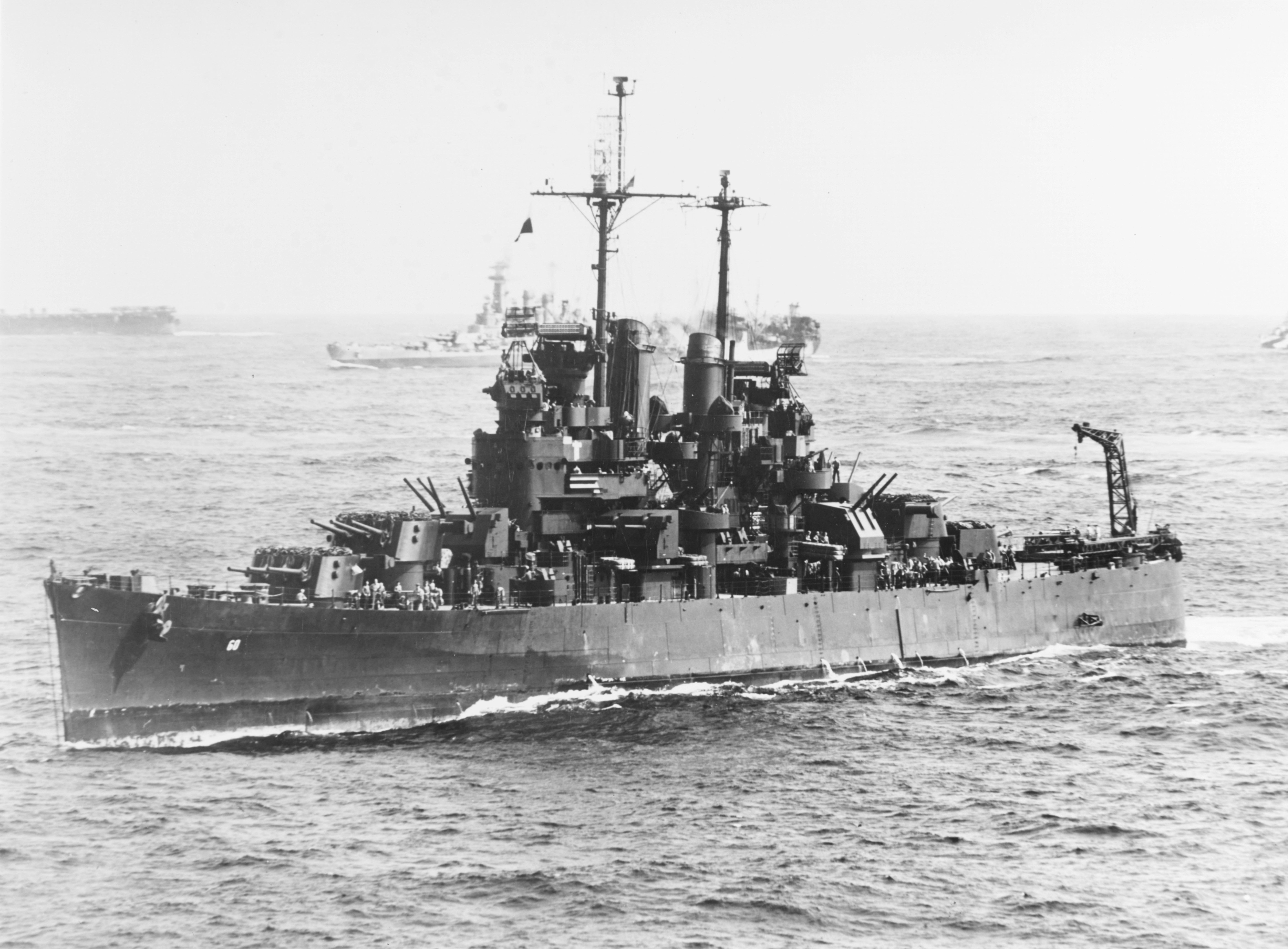
A USS Santa Fe (CL-60) amerikai nagy méretű könnyűcirkáló 1944-ben. Az egység a Cleveland osztályba tartozott, ennek Cleveland alosztályában 27, Fargo alosztályában 2 hajó épült. Vízkiszorításuk sztenderd: 11 130 t, maximális: 14 144 t. Fő fegyverzet: 12 db 152 mm L/47 ágyú.
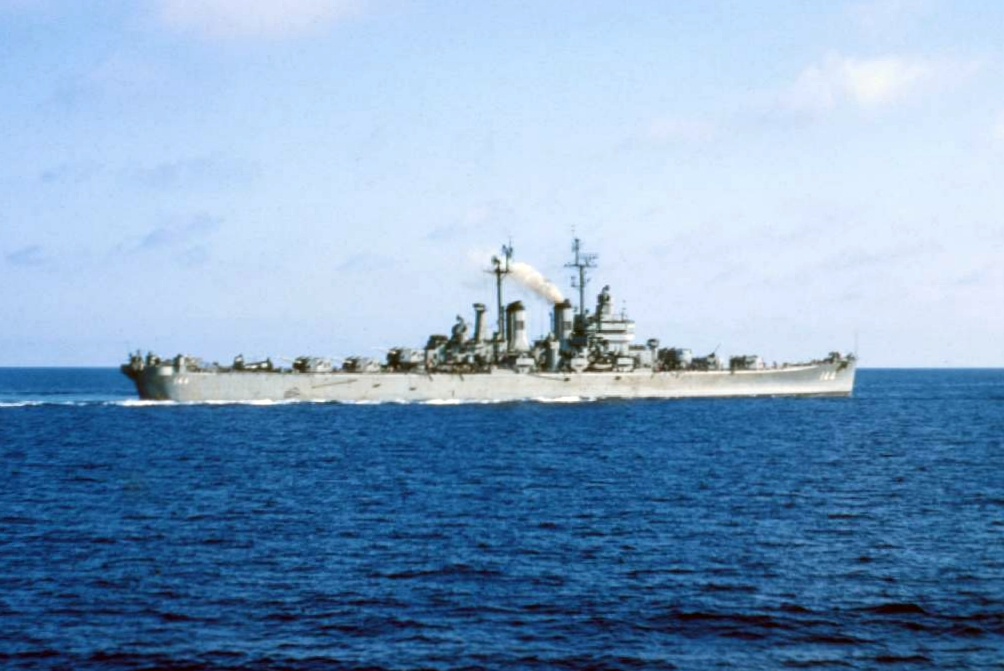
A valaha megépített legnagyobb könnyűcirkáló osztály névadója, a USS Worcester (CL-144) 1953-ban.
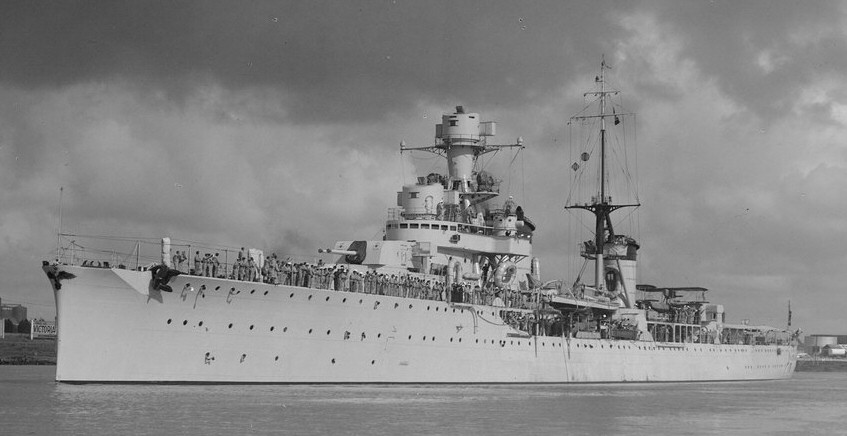
Egy tipikus olasz könnyűcirkáló, a Luigi Cardona osztályú Armando Diaz, nagy sebesség és gyenge páncélzat jellemezte, vízkiszorítása: 5321 t sztenderd, 7080 t maximális, fő fegyverzet: 8 db 152 mm L/53 OTO 1929 ágyú.
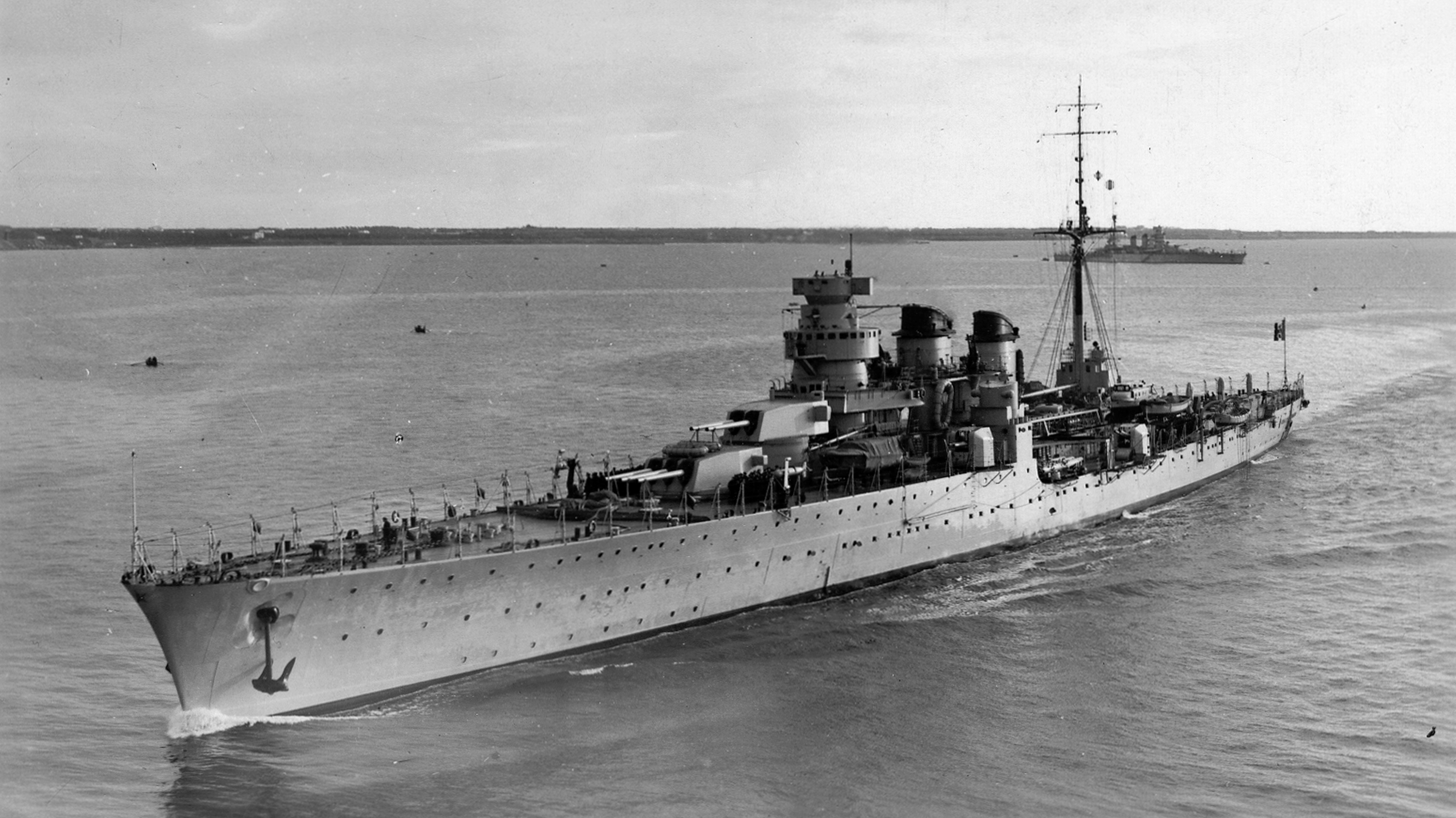
A Duca degli Abruzzi osztályú olasz Giuseppe Garibaldi nagy méretű könnyűcirkáló 1938-ban, vízkiszorítása: 9040 t sztenderd, 1 1117 t maximális, fő fegyverzete: 10 db 152 mm L/55 Ansaldo 1934 ágyú, a háttérben az egyik Conte di Cavour osztályú csatahajó látható
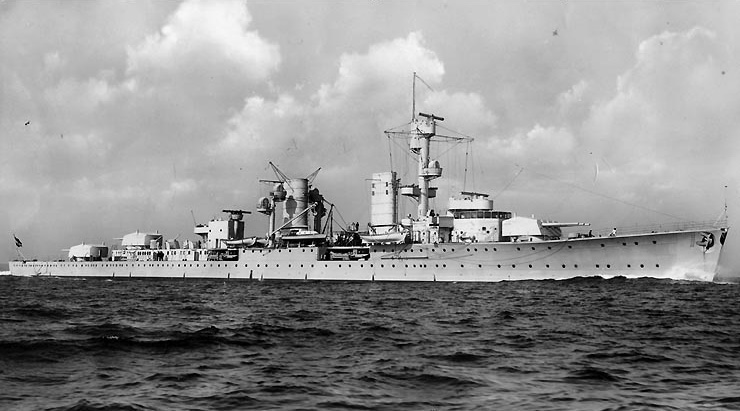
A Königsberg osztályú Karlsruhe német könnyűcirkáló 1930-ban, vízkiszorítása: 6000 t sztenderd, 7700 t maximális, fő fegyverzete: 9 db 150 mm L/57 SK C/25 ágyú.
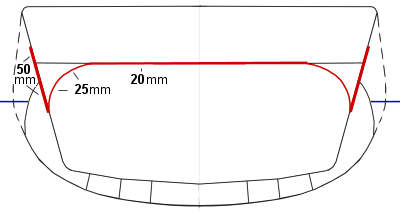
A Leipzig osztályú német könnyűcirkálók, a Leipzig és a Nürnberg, a kor színvonalán gyenge övpáncélzatának és páncélfedélzetének felépítését a hajó keresztmetszetében ábrázoló rajz.
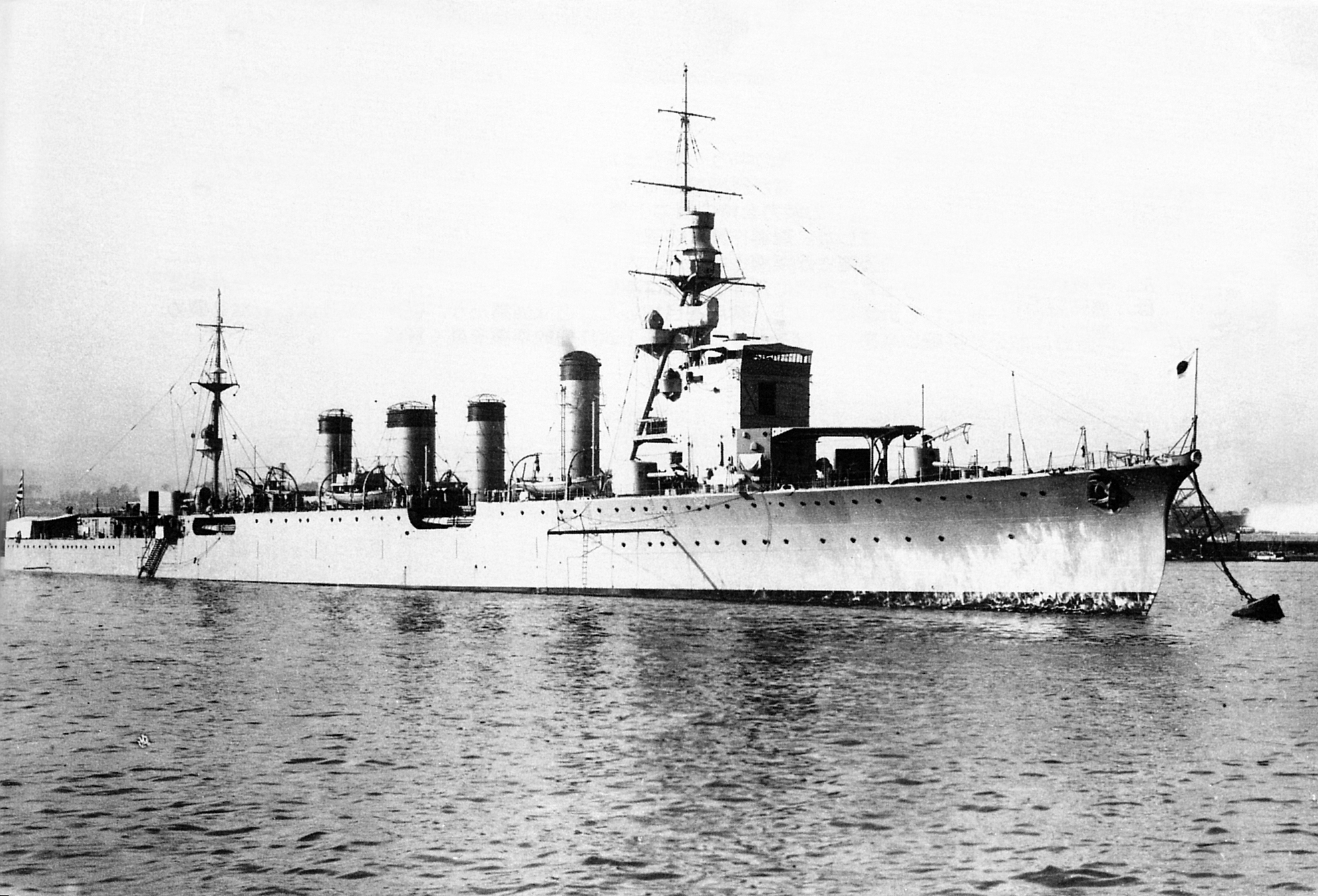
A Sendai osztályú japán Naka (那珂) könnyűcirkáló. Az egymáshoz hasonló, elavult 5 Kuma, 6 Nagara és 3 Sendai osztályú egység alkotta a japán könnyűcirkáló flotta gerincét a második világháborúban. Vízkiszorítás: sztenderd: 5195 t , maximális: 7100 t, fő fegyverzet: 7 db  140 mm L/50 3-shiki ágyú.
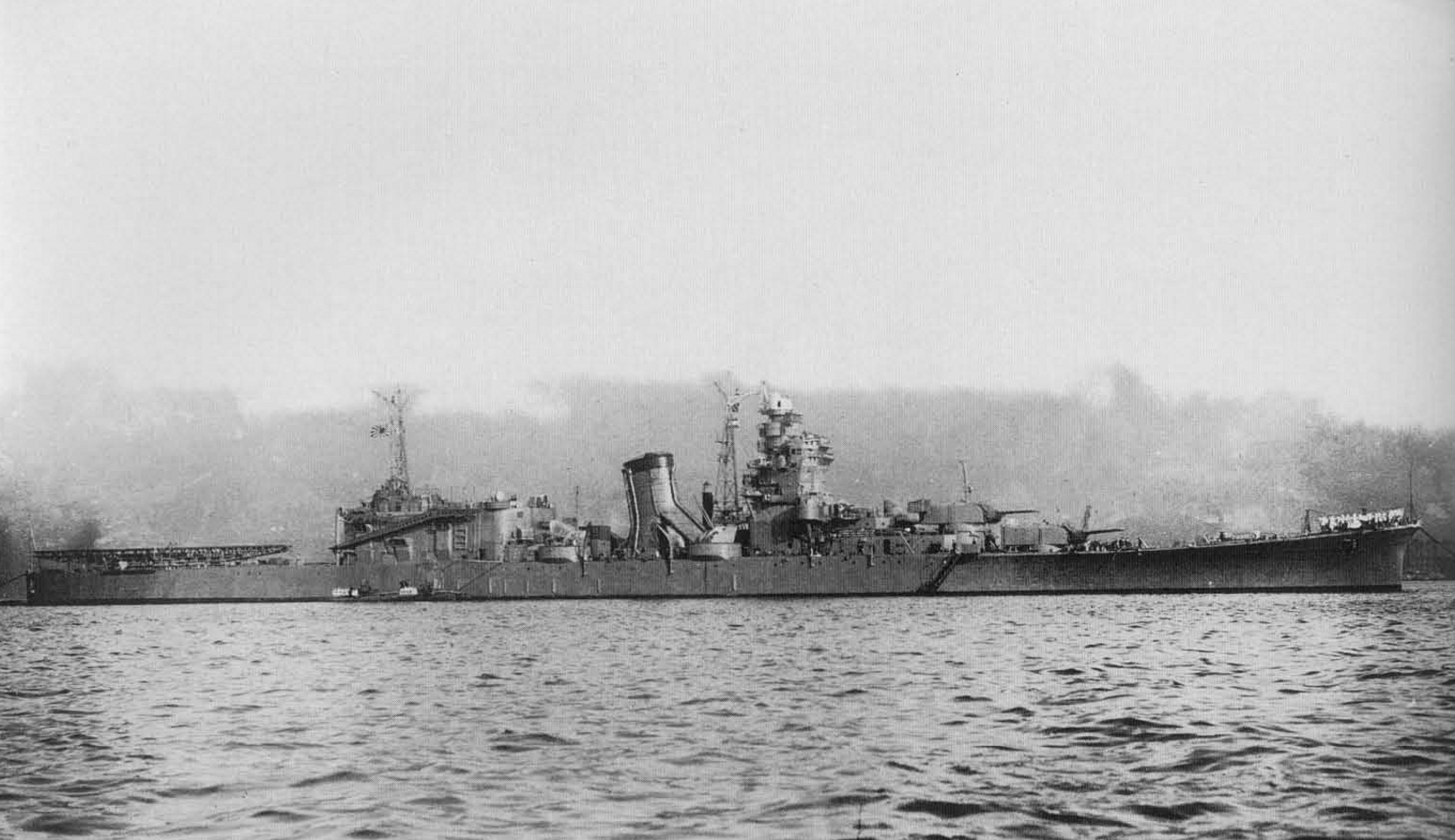
Az Ōyodo (大淀) japán könnyűcirkáló, osztálya egyetlen elkészült egysége. A második világháború alatt épült négy Agano osztályú könnyűcirkálóhoz hasonlóan jóval gyengébb fegyverzettel és páncélzattal rendelkeztek, mint brit és amerikai riválisaik. Vízkiszorítás: 8534 t sztenderd, 11 433 t maximális, fő fegyverzet: 6 db 155 mm L/60 3-shiki ágyú.

#### Légvédelmi cirkálók
A második világháború kitörése előtt a tömeges légitámadások elhárításának igénye hívta életre ezt a kategóriát, tulajdonképpen speciális feladatú könnyűcirkálók. Az amerikai repülőgép-hordozó kötelékek támadására a japánok már az öngyilkos repülőgépeket a kamikazékat is bevetették, ez ellen csak áthatolhatatlan tűzfüggönnyel lehetett védekezni. Ezt a hordozókon elhelyezett gépágyúk tömege, a kísérő rombolók légvédelme, illetve a cirkálók légvédelme biztosította. A hatásfok növelésének céljából a britek és az amerikaiak már az 1930-as évek végén kifejezetten erre a célra tervezett könnyűcirkálókat terveztek, fedélzetükön a légvédelemre kihegyezett fegyverzettel, mely ugyanakkor a kisebb, páncélozatlan ellenséges hadihajók, elsősorban a rombolók, torpedónaszádok ellen is igen hatásos volt. Az Egyesült Államokban egy hajóosztály épült, az Atlanta-osztály, 6590 – 8450 t vízkiszorítással előbb 16, majd 12 db 127 mm L/38-as ágyúval és 48 db 20–40 m-es légvédelmi gépágyúval.  Amerikai jelzésük 1949-től CLAA, azelőtt CL. Nagy-Britannia 16 darab Dido osztályú egysége sorolható ebbe a típusba. A Dido osztály 5600-7515 tonna vízkiszorítású, fő fegyverzete 8, vagy 10 db 135 mm L/50-es ágyú, páncélzata 76–25 mm, sebessége 32.2 csomó. A britek és a japánok régi, elavult könnyűcirkálókat is fegyvereztek át a második világháborúban légvédelmi feladatokra. A kategória mára megszűnt.

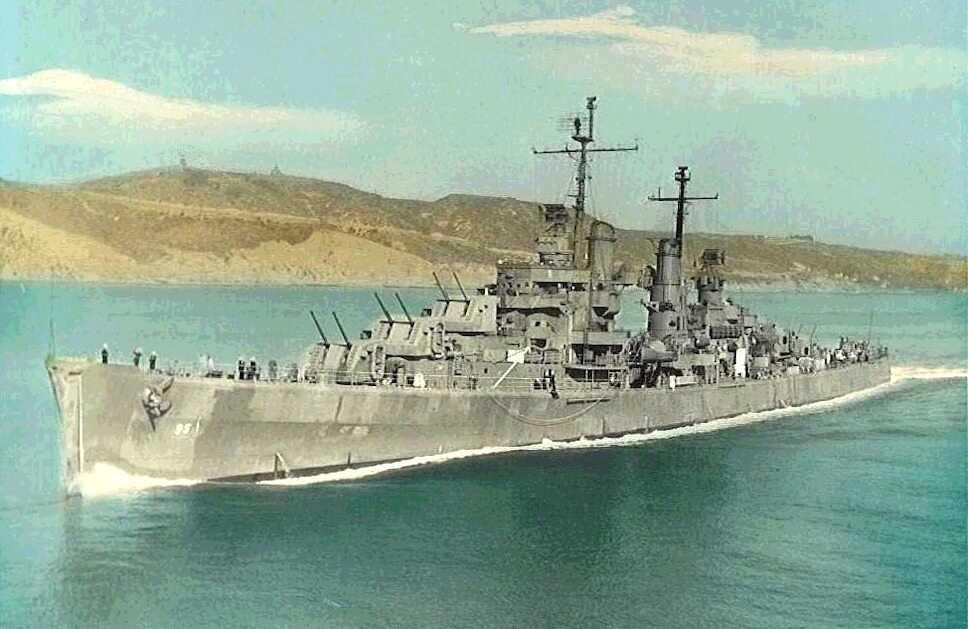
A Atlanta osztályú USS Oakland (CL-95) amerikai légvédelmi cirkáló. Sztenderd vízkiszorítása 6590 tonna, fő fegyverzete 12 db 127 mm L/38 ágyú. A típus három alosztályában összesen 11 hajó épült.
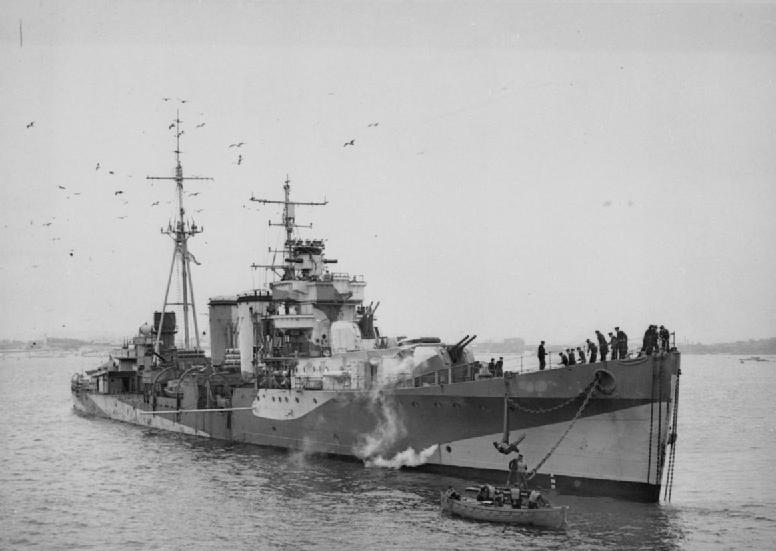
Az 1919-ben szolgálatba állított brit HMS Colombo az 5 Carlisle osztályú könnyűcirkáló egyike volt. 1942-43-ban légvédelmi cirkálóvá alakították. Vízkiszorítás: 4290 t sztenderd, 5250 t maximális, fő fegyverzet: 6 db 102 mm L/45 QF Mk XVI légvédelmi ágyú.
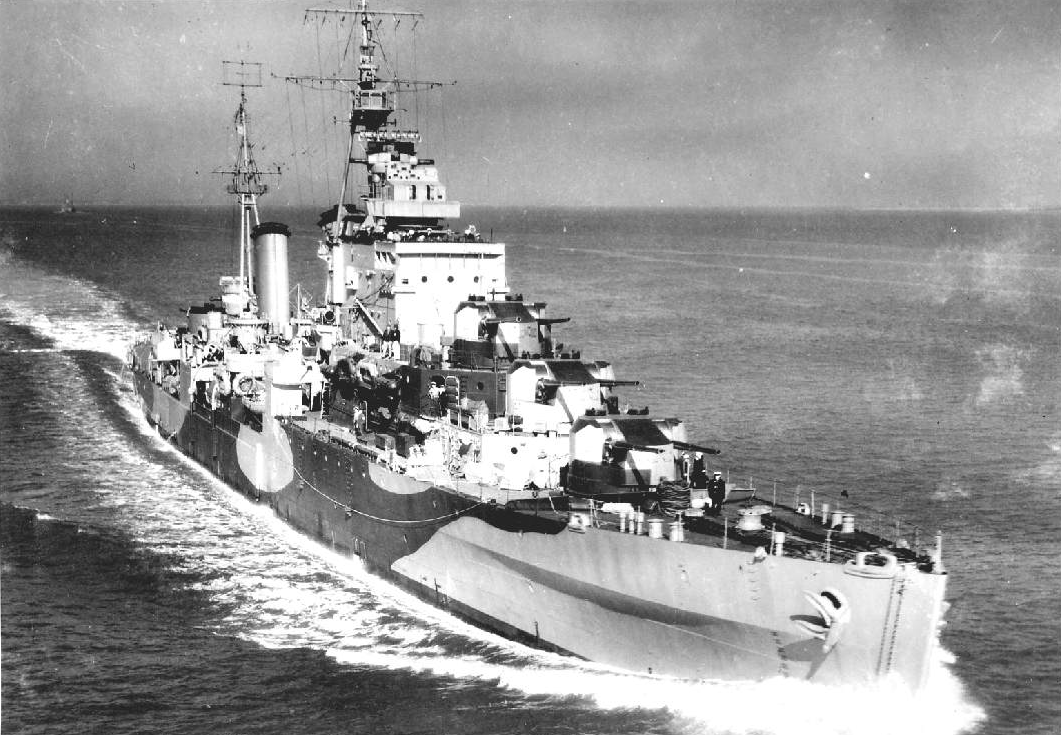
A Dido osztályú 5600 tonna sztenderd vízkiszorítású, 10 db 135 mm L/50 ágyúval felszerelt brit HMS Argonaut légvédelmi cirkáló 1943-ban. A Dido osztály Dido alosztályában 11, még a Bellona alosztályában 5, azaz összesen 16 egység épült.
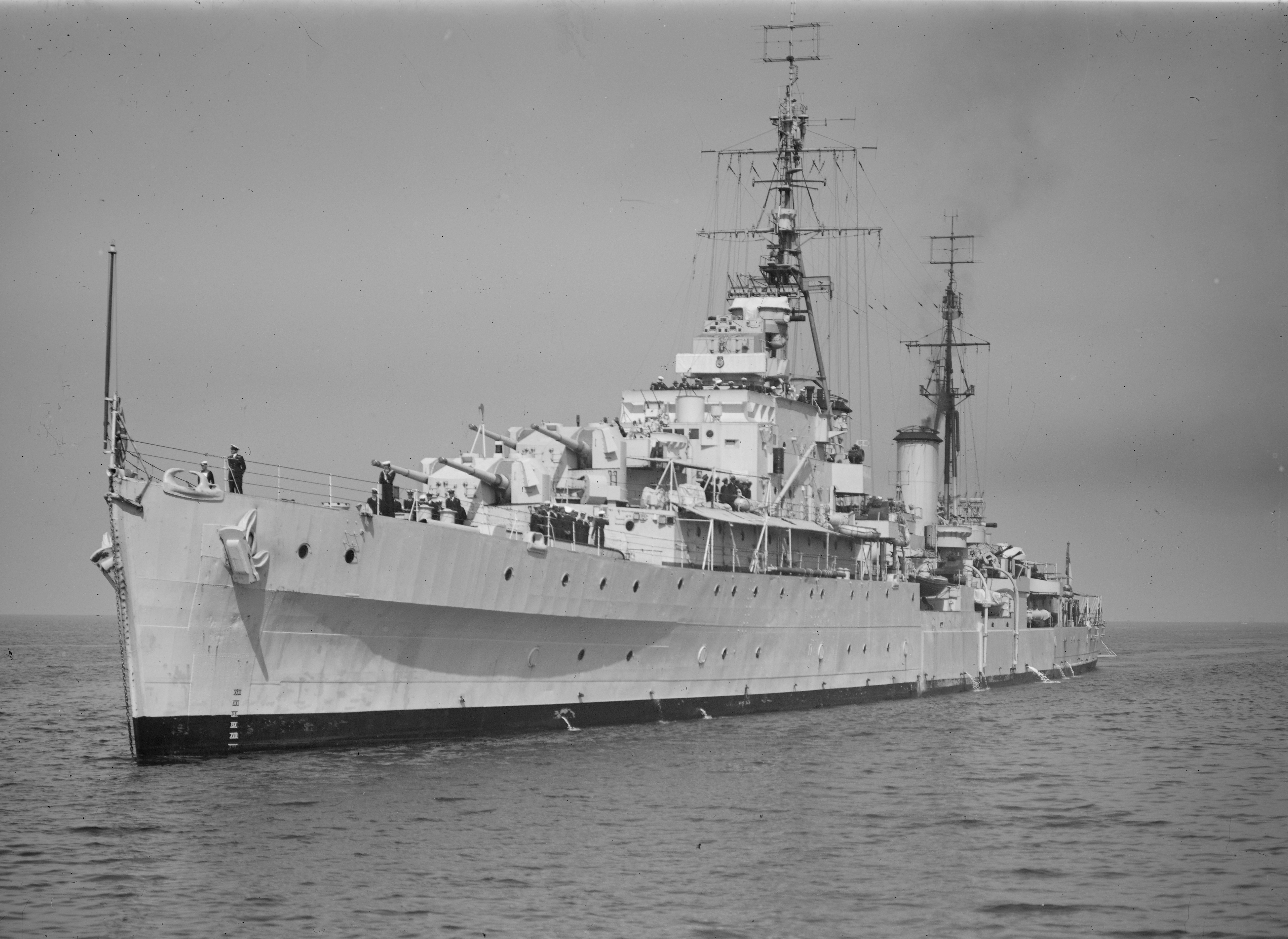
A Dido osztály kissé módosított, Bellona alosztályába tartozó HMS Bellona brit légvédelmi cirkáló 1947-ben. Sztenderd vízkiszorítása 5950 tonna, fő fegyverzete 8 db 135 mm L/50 ágyú.
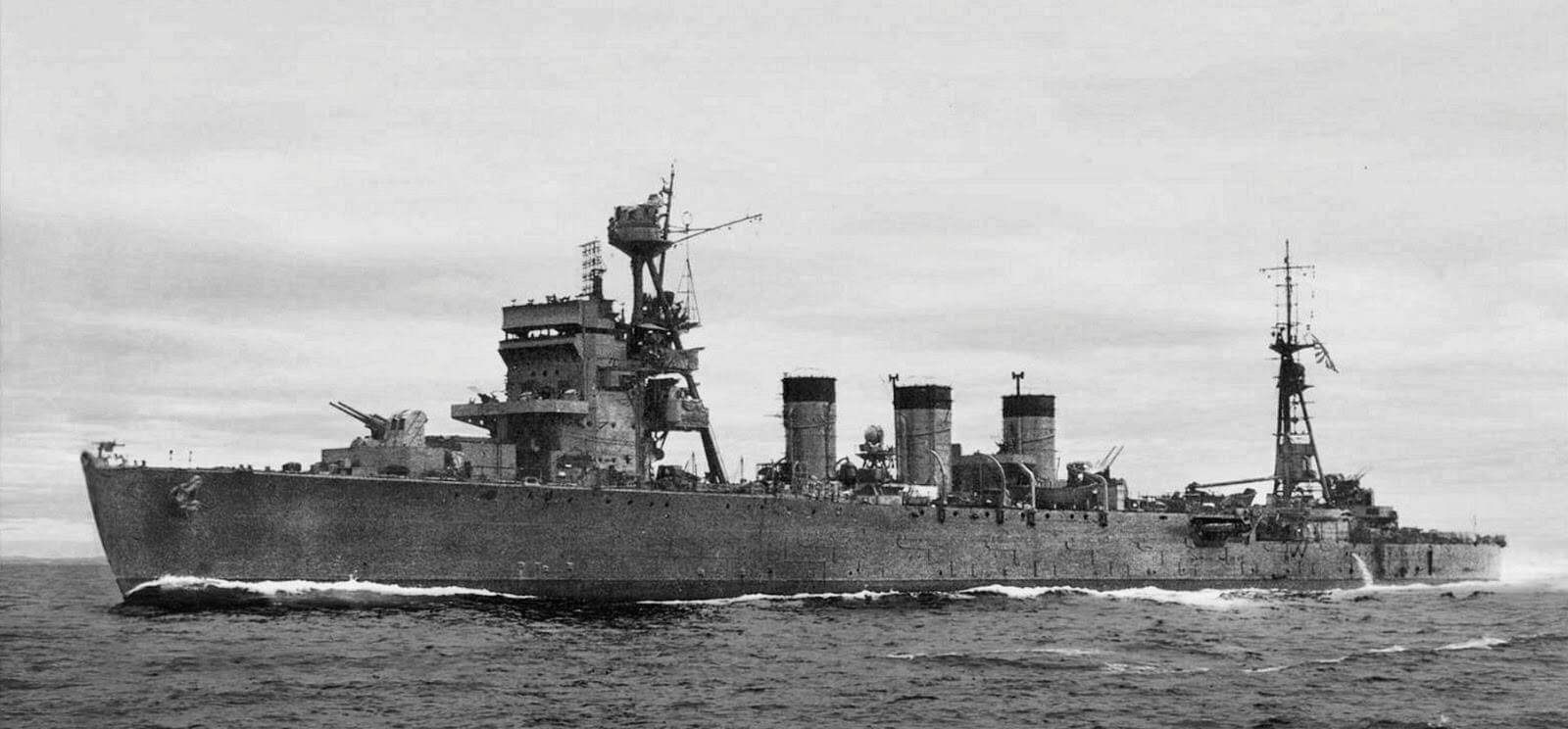
A hat Nagara osztályú japán könnyűcirkáló egyike, az 1923-ban szolgálatba állított Isuzu volt, 1943-1944-ben légvédelmi cirkálóvá alakították. Vízkiszorítás: 5570 t sztenderd, 7050 t maximális, fő fegyverzet: 6 db 127 mm L/40 89-shiki légvédelmi ágyú.

## 1945 utáni időszak
A régi nehéz és könnyűcirkálók hatalmas mennyiségére, amik a háború pusztító csatáira készültek, kevésbé volt szükség. Megjelenő rakéták és elektronikai rendszerek jelentősen átalakították a hajók fegyverzetét. Eleinte a régi építésű cirkálók egy részét építették át rakétás cirkálókká, de fokozatosan kifejezetten ilyen hajók épültek. A fejlődés következő lépcsőfok a rakéták elrejtése a hajótestben. Felderíthetőségének csökkentése. Az új hajók már lopakodó technológiával fognak készülni. A hajtórendszerben előrelépést a gázturbinák használata jelenti a legújabb hajókon, kissé mellékvágány a nukleáris meghajtású cirkálók megjelenése, de a korlátlan hatótáv mellett az iszonyatos költségek még a két szuperhatalom számára is elviselhetetlenek, ezért csak kevés ilyen hajó épült. A lokátoroknál a csúcs az Aegis lokátorrendszer megjelenése, mellyel egyszerre több célt lehet követni és megsemmisíteni. Az 1960-as években a cirkálóit visszaminősítette rombolókká az USA haditengerészete, majd 1975-től újra cirkálók lettek, az orosz haditengerészetnél is van olyan osztály, ami romboló megjelölésű, de inkább cirkáló fegyverzetű. Ezek a minősítési csúsztatások a fegyverellenőrzés kijátszása szolgálnak. A cirkálók összetett fegyverrendszer miatt igen drága harceszközzé váltak, ami csak kevés államnak engedhető meg. A háború után megjelent néhány különleges rendeltetésű cirkáló, parancsnoki, tengeralattjáró vadász, ill. helikopterhordozó.

### Átalakított, irányított rakétás cirkáló
Az 1950-es évek közepétől jelentek meg a régi nehézcirkálók és könnyűcirkálók átalakításával a rakétás cirkálók. A régi tengeri hatalmak néhány háborús cirkálóját építették át, többnyire a lövegtornyok egy részének eltávolításával alakítottak ki rakétaindító állásokat, lokátor antennákat helyeztek el az árbócokon. Ezeken a hajókon kísérletezték ki a későbbi rendszereket. A rakétás cirkálók megjelenésével ezeket az átalakított típusokat kivonták és selejtezték. Amerikai jelzésük: CAG = irányított rakétás nehézcirkáló, CLG = irányított rakétás könnyűcirkáló.

### Parancsnoki cirkáló
Különleges rendeltetésű cirkáló. A nagy flották irányítási és a partraszállási feladatok vezetési feladatát látja el. Közvetlenül a háború után jelent meg, a régi építésű hajók áttervezésével. Fegyverzetük már teljesen más, mint a cirkálókra jellemző volt, inkább jelképes, viszont kiterjedt elektronikával rendelkezik. A műholdas hírközlés elterjedésével szükségtelenné vált. Jelzése: CLC.

### Irányított rakétás cirkálók

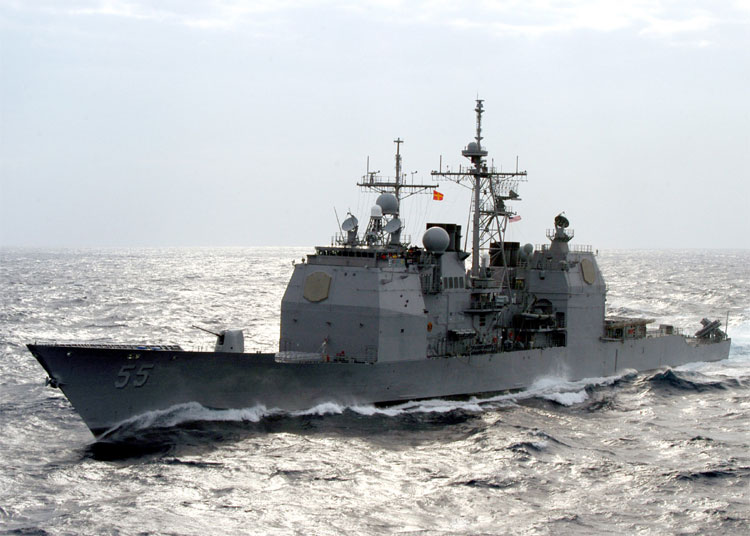
A USS Leyte Gulf (CG-55), a 22 darab még szolgálatban álló amerikai Ticonderoga osztályú cirkáló egyike.

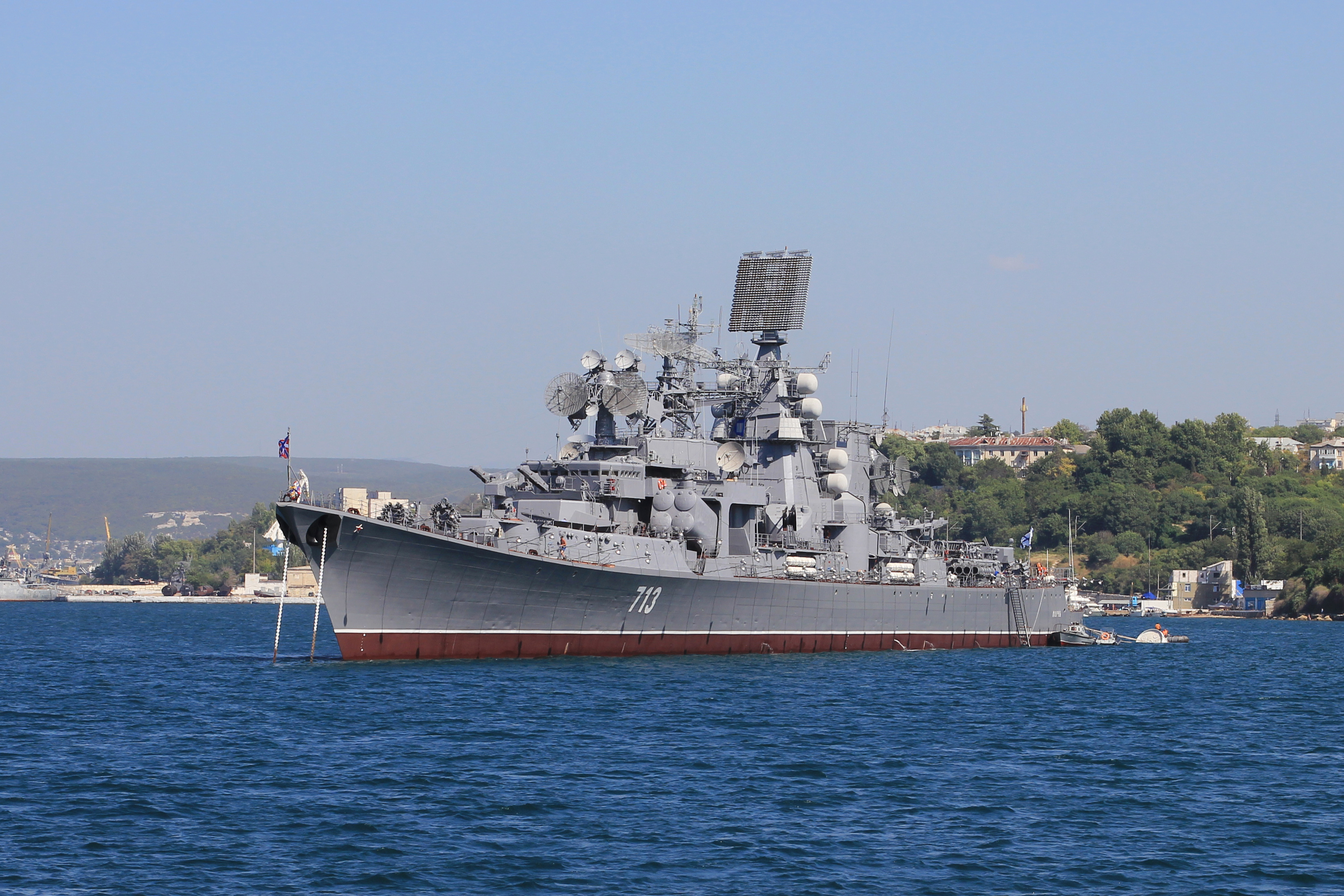
Project 1134B

Gyakorlatilag mára egyeduralkodóvá vált cirkáló kategória. Fegyverzetét a különböző kategóriájú irányított rakéták adják, kiegészítve többcélú könnyű ágyúval és légvédelmi gépágyúkkal, valamint tengeralattjárók elleni hadviselési fegyverrendszerekkel, torpedókkal, rakétatorpedókkal, rakétás vízibombákkal. Elektronikai rendszere a folyamatos fejlődésnek köszönhetően mára igen kifinomulttá vált. Teljes légi célfelderítési és követési képességgel, elektronikai zavarással, ellentevékenységgel, műholdas hírközlési rendszerekkel, szonárokkal készülnek. Rakétáival alkalmas egy cirkáló egyaránt megsemmisíteni a légi, felszíni és a felszín alatti célokat. A hajók 1-2 db helikoptert is hordozhatnak, felderítési, tengeralattjáró vadászati célokra. A hajók fő feladata a hagyományos cirkáló feladatok mellett a repülőgép-hordozó kötelékek védelme. Egy-egy modern rakétás cirkáló fegyverrendszere felülmúlja a hajdani csatahajók tüzérségi erejét. A hajtóművük mára gázturbinás, ami halkabb, illetve olcsóbb, mint a régi olajtüzelésű. Jobb a gyorsulásuk és nagyobb a hatótávolságuk, kisebb a működtetési költség, olcsóbb az üzemeltetés. Amerikai jelzésük: CG.

### Nukleáris meghajtású, irányított rakétás cirkálók

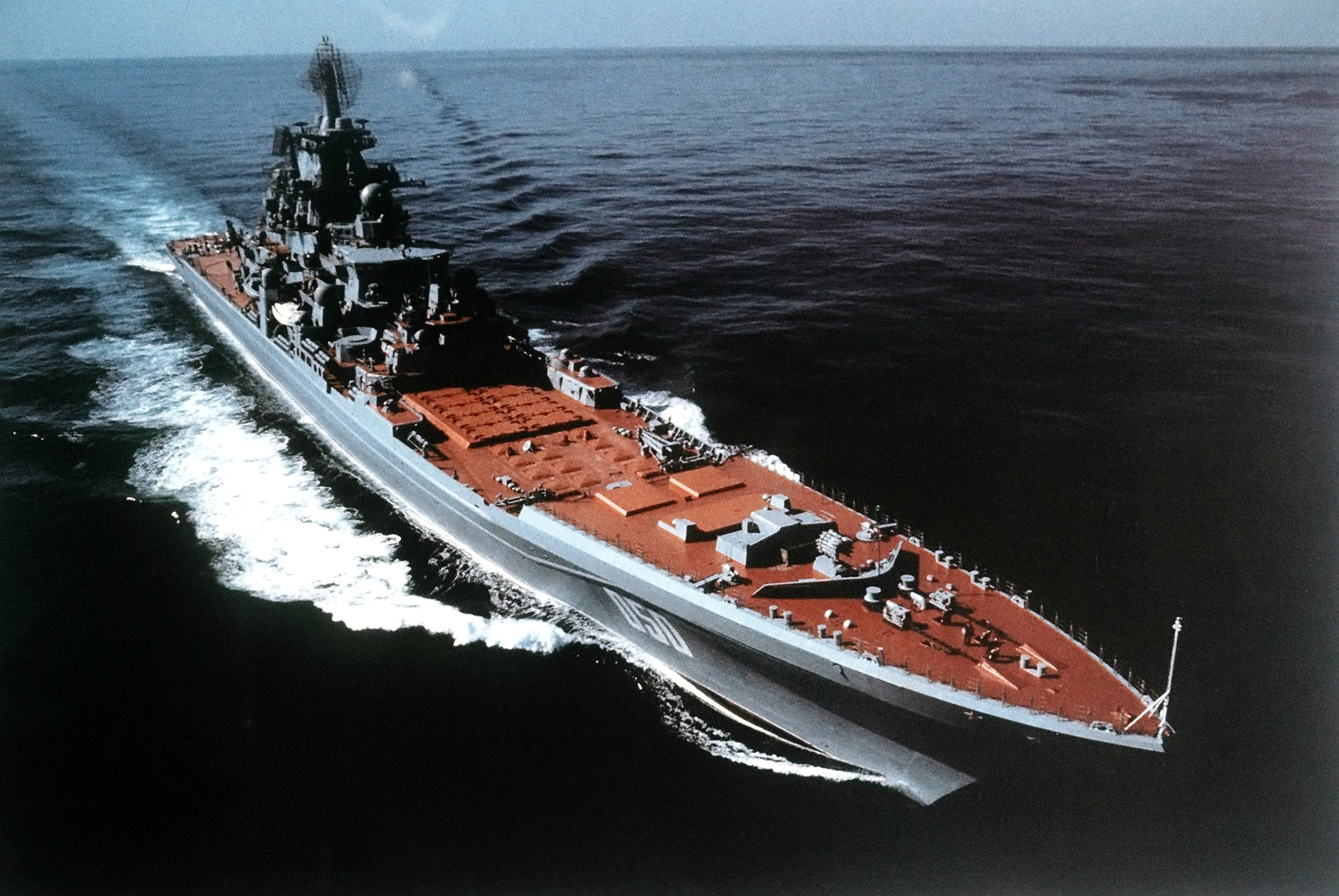
1144-es tervszámú csatacirkáló

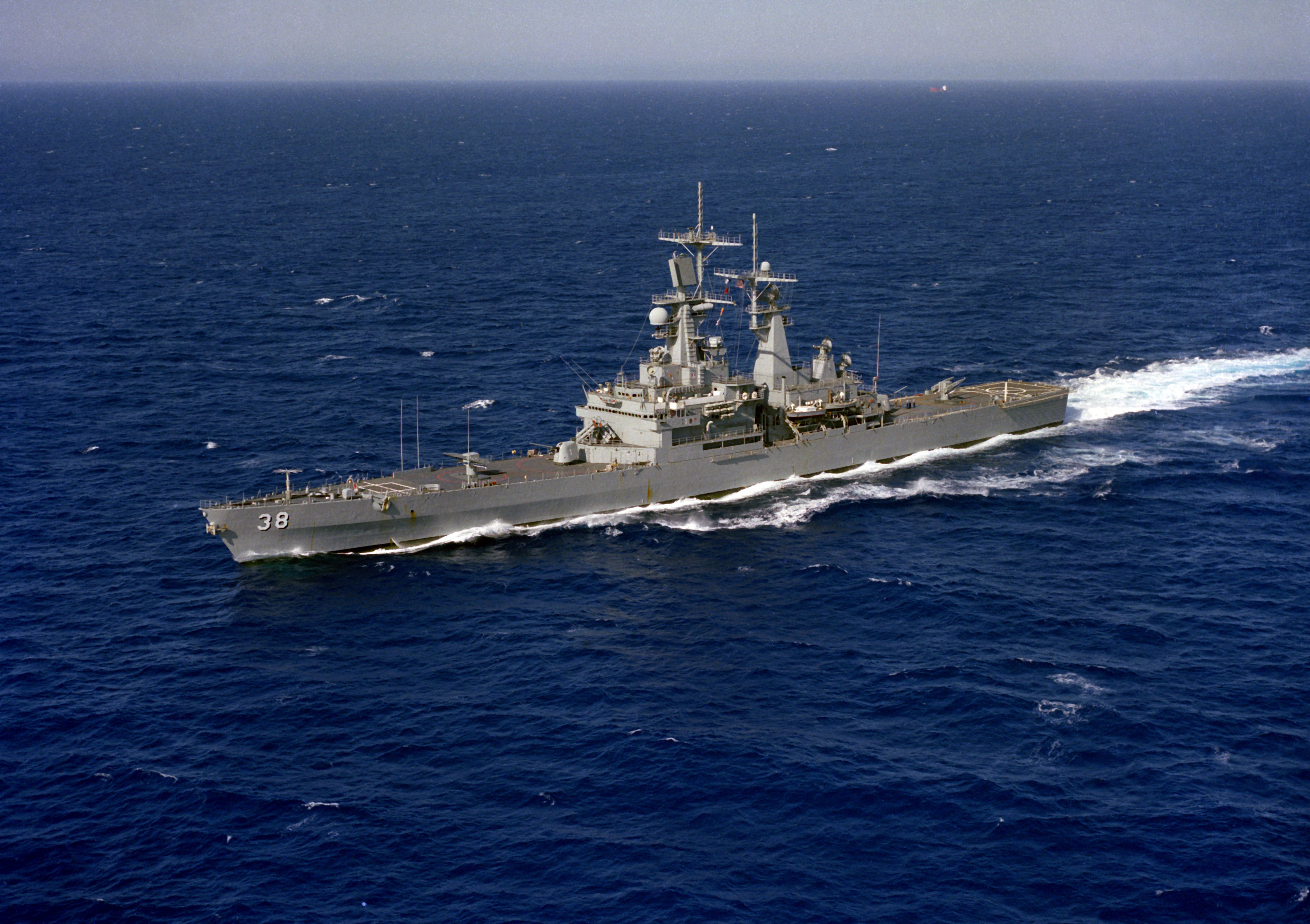
USS Virginia

Az irányított rakétás cirkálók különleges hajtóműves változata. Az amerikaiak építették az első ilyen meghajtású hadihajót, a Nautilus atom-tengeralattjárót követte az Enterprise nukleáris meghajtású repülőgép-hordozó, majd a Long Beach cirkáló. Elgondolásuk szerint az atomhajtóműves repülőgép-hordozókat hasonló meghajtású cirkálók és tengeralattjárók védenék, így korlátlan hatótávolságú csapásmérő csoportosítást hozhatnának létre. Az elgondolás szépséghibája az iszonyatos költség. A repülőgép-hordozóknál ezt kiegyenlíti a csapásmérő képesség nagysága, a repülőgép állományuk mennyisége. A tengeralattjáróknál szintén a hatékonyság a döntő, nehezen felderíthetőek, függetlenek és a rakétahordozók iszonyatos csapásmérő képességűek. A cirkálóknál már kevésbé lett kifizetődő az új meghajtási rendszer, ezért 9 hajó építése után ezt megszüntették, ráadásul közben azért készültek hagyományos meghajtású cirkálók is. További hátrányuk a sebezhetőségük, míg a hordozókat egész különítmény kíséri, a cirkálók önállóan is tevékenykedhetnek, ill. maguk a kísérők. Igen kellemetlen lenne egy telitalálat egy nukleáris reaktorú cirkálóban. Az oroszoknál csak egy ilyen nukleáris meghajtású osztály épült (1144-es tervszámú csatacirkáló), de az is vegyes meghajtású és méreteiben jóval nagyobb, mint az amerikai, sokkal több rakétát szállíthat, ezzel pótolva a hadászati csapásmérő képességgel a drága előállítást. Egyelőre kicsi a valószínűsége a nukleáris meghajtás elterjedésének a felszíni hadihajók között.

### Helikopterhordozó cirkálók

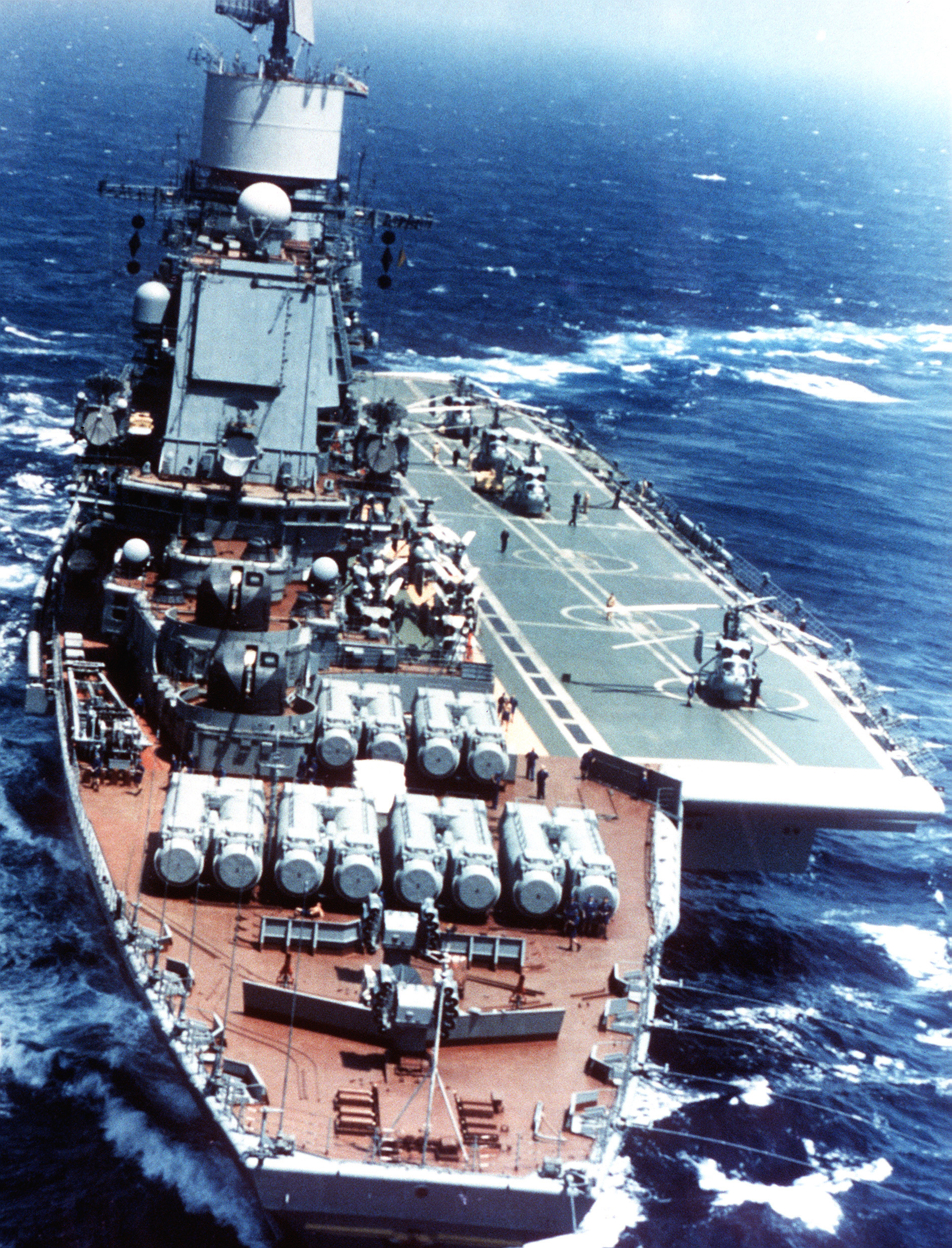
1143-as tervszámú repülőgép-hordozó cirkáló

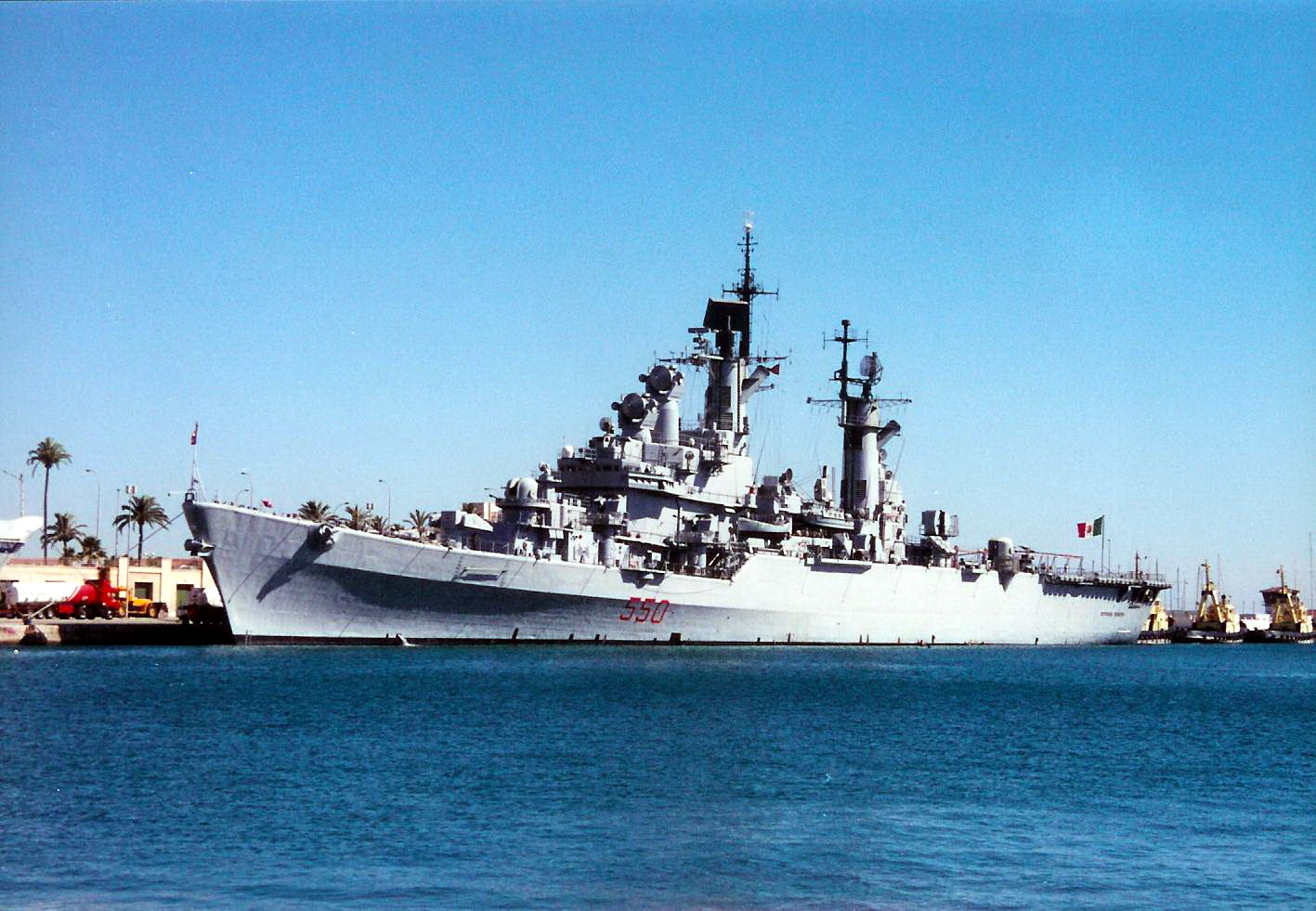
Vittorio Veneto cirkáló

A cirkálók általában hordoznak 1-2 helikoptert, de ez csak kiegészítő fegyverzet. A helikopteres cirkálók viszont egy különleges kialakítású kategória. Többféle elgondolás alapján készülnek, a legjellegzetesebb példa az olasz Andrea Doria cirkáló testvérhajói, a Caio Duilio cirkáló és a Vittorio Veneto cirkáló. Mindkét osztálynál a hátsó részt alakították át helikopterek üzemeltetésére, a mellsőrész rakétás cirkálók fegyverrendszereit használja. Hasonló kialakítású a francia Jeanne D’Arc cirkáló és az orosz Moszkva-osztály két egysége. A brit HMS Tiger és HMS Blake nevű egységeket utólag, az 1960-as évek második felében alakították csak át helikopteres cirkálókká. Az elgondolás  továbbfejlesztése az orosz Kijev osztály. Itt már ferde fedélzetet alakítottak ki és helyből felszálló repülőgépeket is tud üzemeltetni, igaz az orosz gépek igen rossz hatásfokúak és többnyire csak helikoptereket használ. A hajók főfeladata a tengeralattjáró-vadászat, helikoptereikkel és rakétarendszereikkel. Az oroszoknál ezt a megnevezés is tükrözi, ott tengeralattjáró-elhárító cirkálónak nevezik. A Kijev-osztályt besorolják, mint ferde fedélzetű cirkáló, mint VTOL (Vertical Take Off Landing) repülőgép-hordozó, ezt a zavart az oroszok szokásos egyedi gondolkodás módja és szándékolt dezinformálása is okozza. A helikopteres cirkálók a szegényebb államok flottáiban mint segédhordozók jelennek meg.